# Herdenschutz

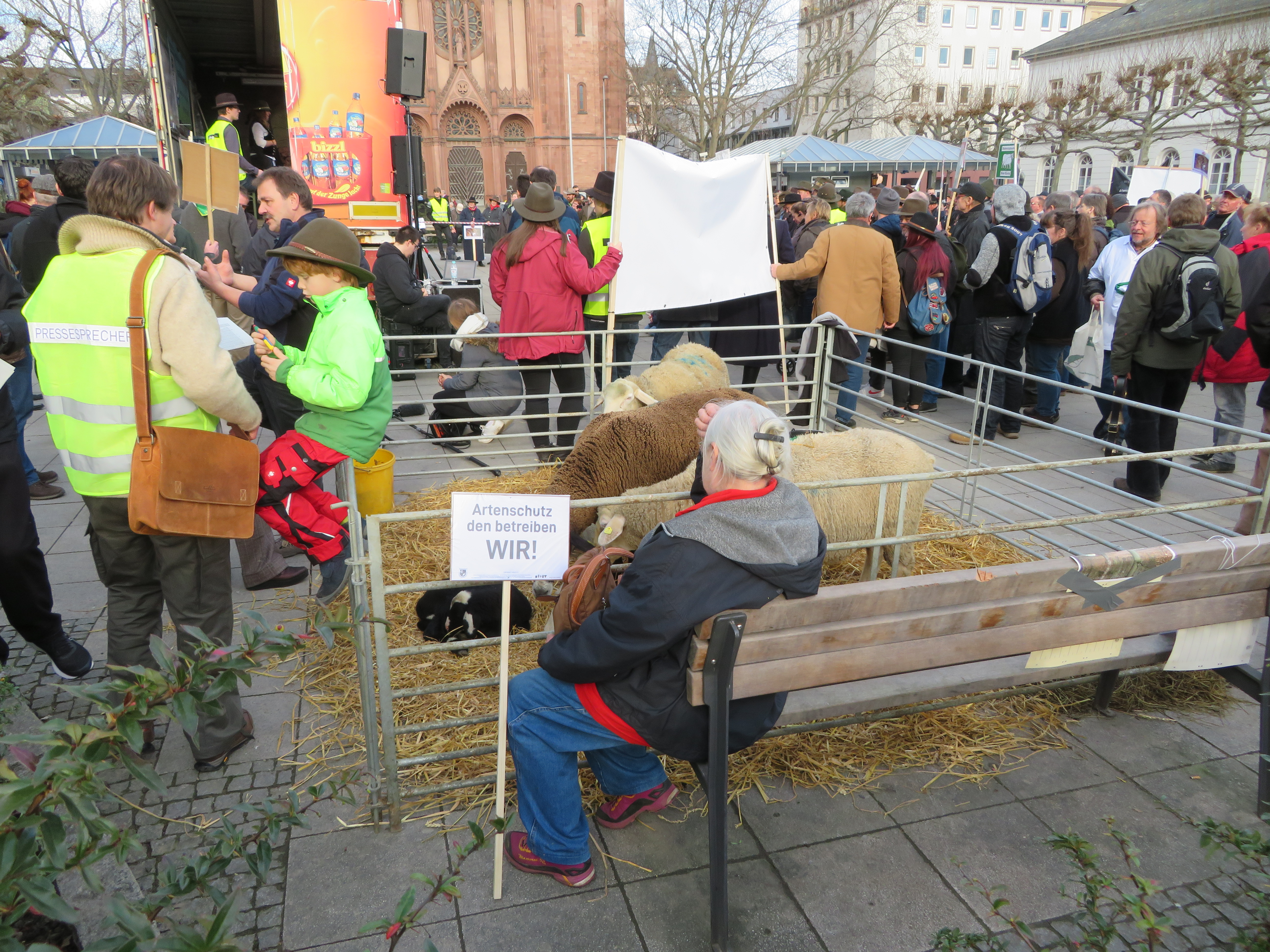
Am 15. Januar 2020 demonstrierten Weidetierhalter vor dem hessischen Landtag in Wiesbaden und forderten wirksame Unterstützung für den Schutz ihrer Weidetierherden

Herdenschutz ist eine Kombination von Schutzmaßnahmen für in Herden gehaltene Weidetiere gegen unterschiedliche Bedrohungen. In Europa verbindet sich damit der Schutz vor Großraubtieren wie Wölfen, Luchsen und Braunbären und ist somit gegebenenfalls ein Bestandteil des Wolfsmanagements. Darüber hinaus soll er jedoch auch vor Diebstahl und anders gearteten Übergriffen auf Weidetiere durch Menschen schützen.

## Einordnung und Definition
In Wolfsgebieten mit standorttreuen Wolfspaaren oder Wolfsrudeln, aber auch in Gebieten mit durchziehenden Einzelwölfen, machen viele Weidetierhalter von verschiedenen Schutzvorkehrungen Gebrauch. Die Verantwortung hierfür wurde den Weidetierhaltern übertragen. Sie werden durch die Cross-Compliance-Regelung der EU dazu verpflichtet, für einen wolfsabweisenden Grundschutz zu sorgen. Weidetierhalter über Wolfsvorkommen zu informieren, die Herdenschutzmaßnahmen erforderlich machen, gehört zu den Aufgaben des Wolfsmonitorings. Weidetierhalter werden manchmal unvorbereitet von Angriffen auf ihre Tiere überrascht, wonach der Verursacher mit den standardisierten Nachweisverfahren festgestellt werden muss, da verschiedene Raubtiere in Frage kommen können.

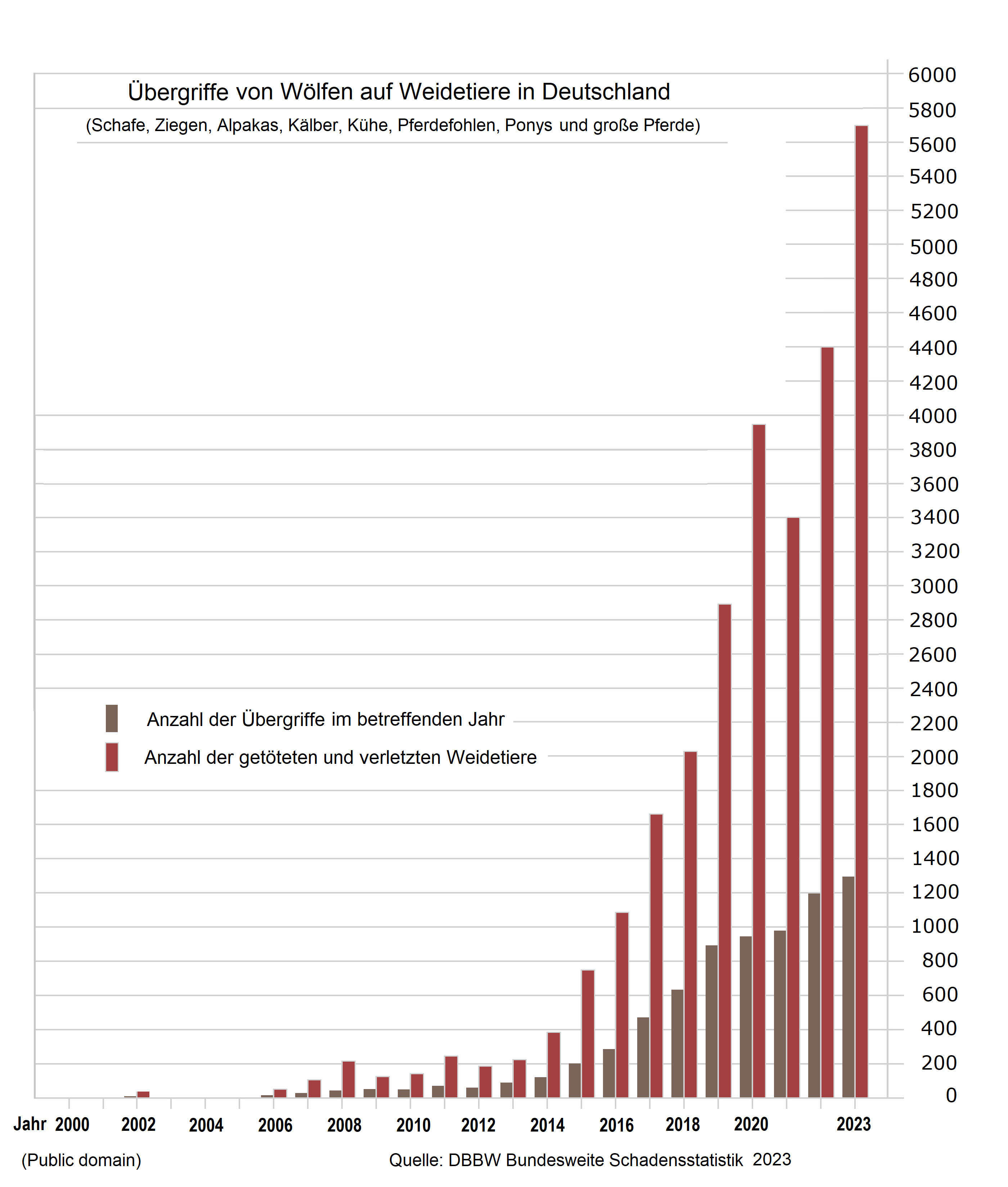
Bundesweite Schadensstatistik

In Deutschland werden Herdenschutzmaßnahmen von den Bundesländern in unterschiedlichem Umfang bezuschusst. Ausgleichszahlungen erfolgen im Schadensfalle nur, wenn die empfohlenen Schutzvorkehrungen vollständig vorhanden sind. Es gibt obligatorische und freiwillige Maßnahmen. Die Vorschriften der Bundesländer stehen in den jeweiligen Wolfsmanagementplänen. Herdenschutz soll nach Auffassung des NABU ein konfliktarmes Nebeneinander von Mensch und Wolf ermöglichen. Anträge auf finanzielle Unterstützung für Präventionsmaßnahmen für Rinder werden bewilligt, wenn bereits ein Wolfsübergriff amtlich festgestellt wurde sowie in bestimmten ausgewiesenen Gebieten.
Für Biotope in Naturschutzgebieten wie beispielsweise Trockenrasen oder Heideflächen, die durch Beweidung vor Verbuschung bewahrt werden, wird ebenfalls finanzielle Förderung für Schutzvorrichtungen bereitgestellt.

## Herkömmliche Umzäunungen und Nachtpferche
Herkömmliche niedrige Weidezäune aus Holz oder Draht für die Freilandhaltung sind für Wölfe kein Hindernis. Auch offene Stallungen bieten keinen ausreichenden Schutz für die Weidetiere. Die herkömmlichen Zäune dienen lediglich dazu, die Weidetiere daran zu hindern, dass sie die Weide oder das Stallgebäude verlassen. Nachtpferche dienen dazu, die Weidetiere daran zu hindern, dass diese sich nachts entfernen. Sie können die Schafe nicht vor Wölfen schützen, die in den Nachtpferch hineinspringen. In Wolfsgebieten sind die einzige Alternative zu den für eine artgerechte Offenstall- und Freilandhaltung empfohlenen kombinierten Herdenschutzmaßnahmen geschlossene Ställe ohne Freilandhaltung.

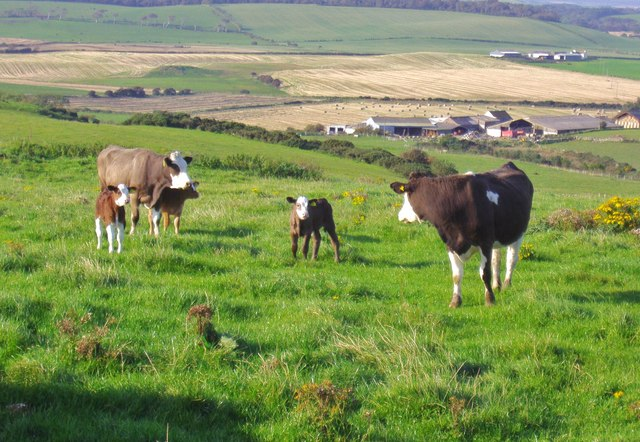
Mutterkühe mit Kälbern im Freiland
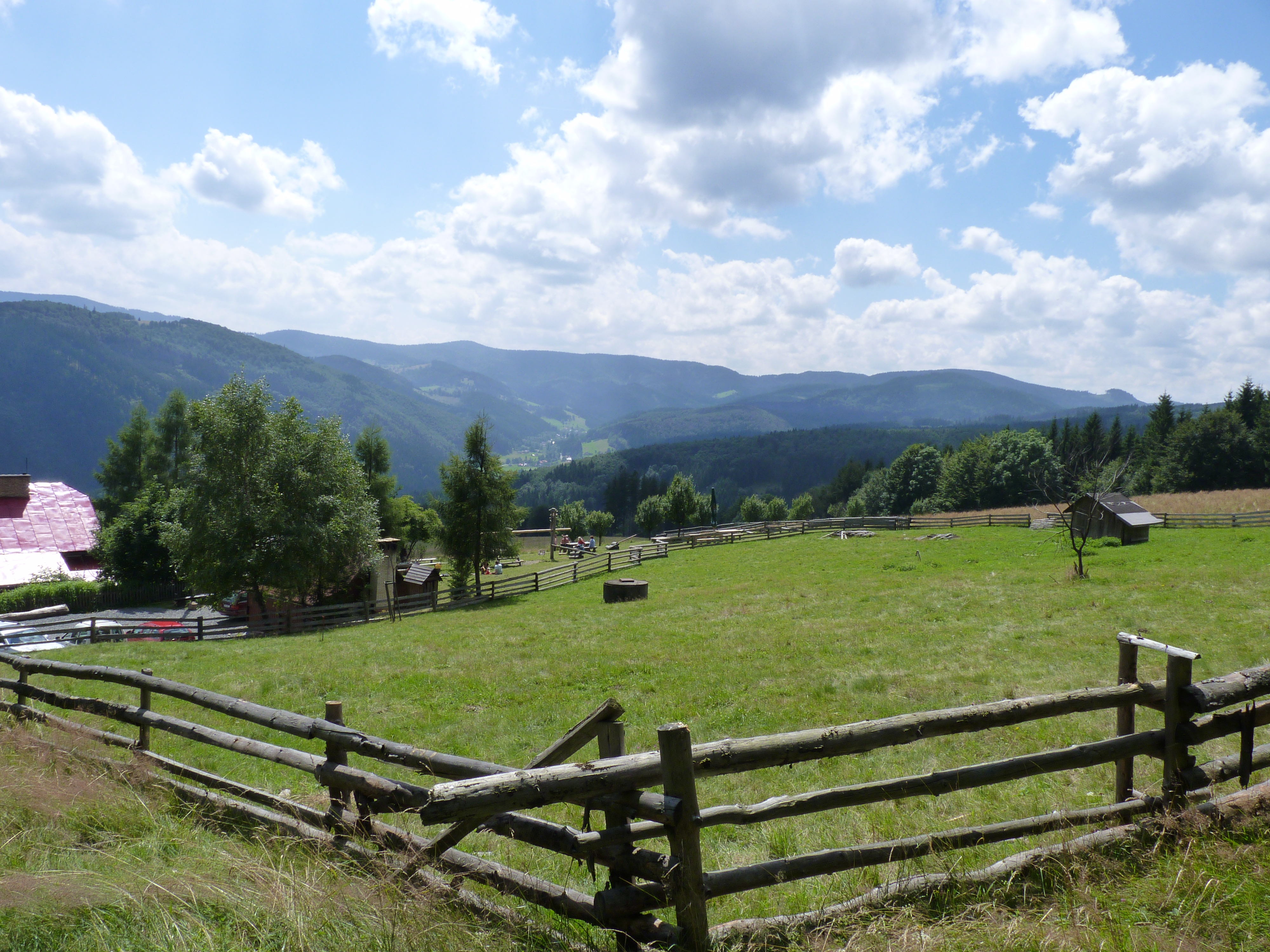
Kulturlandschaft mit Weidehaltung in Tschechien
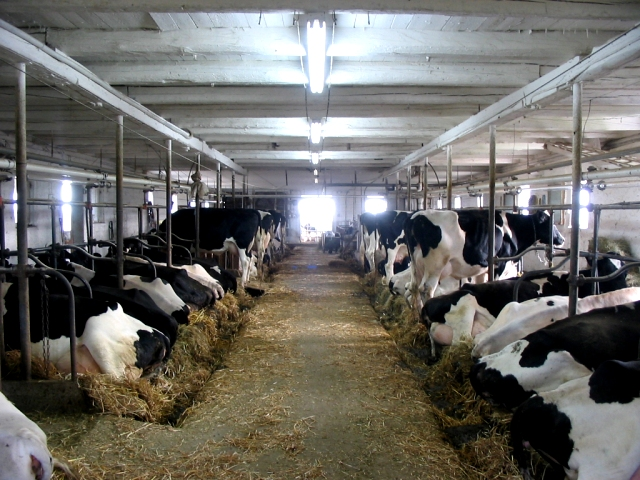
Kühe in Stallhaltung
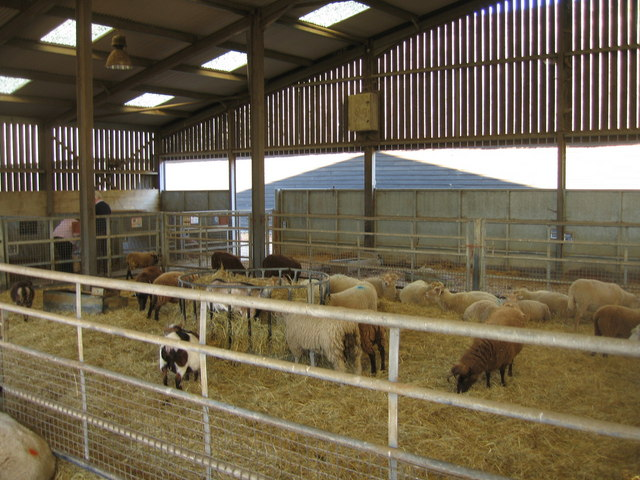
Schafstall
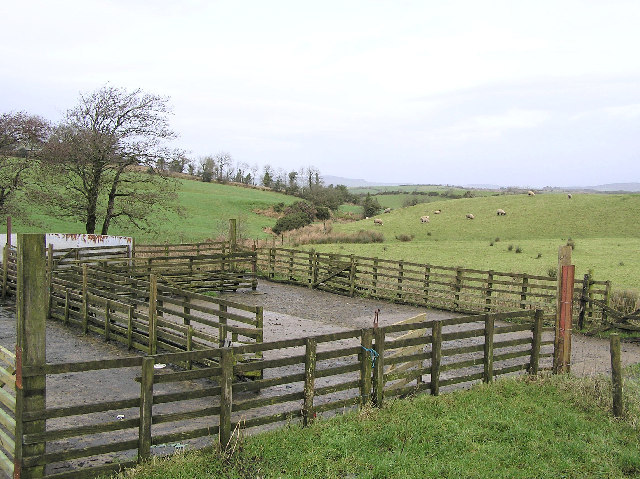
Nachtpferch tags
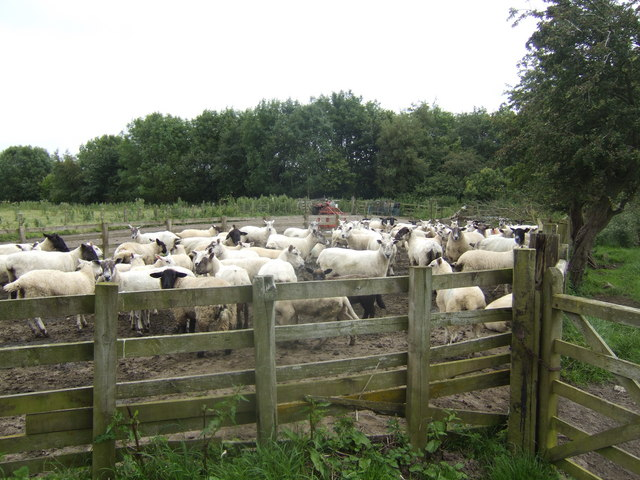
Nachtpferch abends
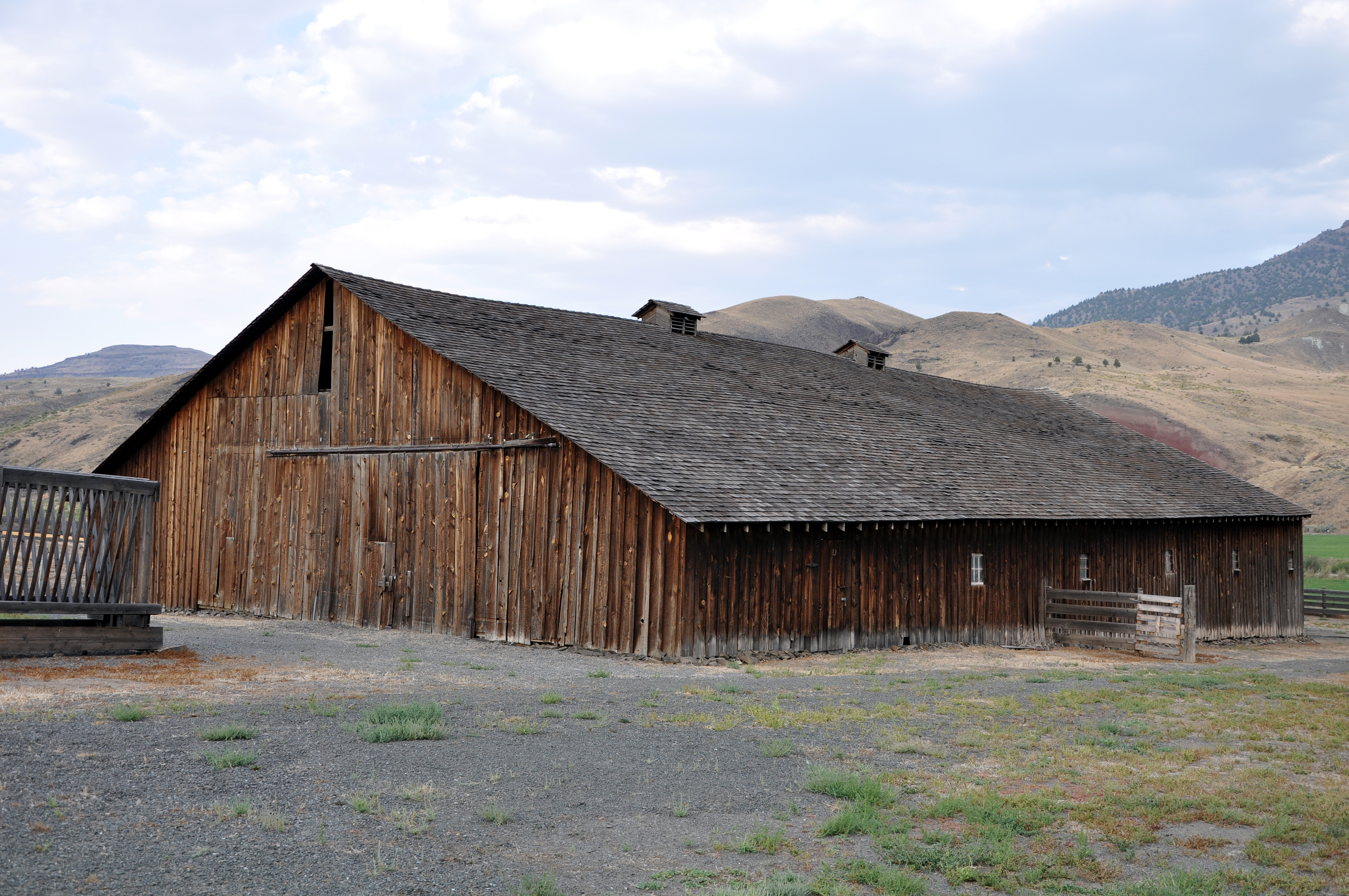
Geschlossener Schafstall

## Elektrozäune

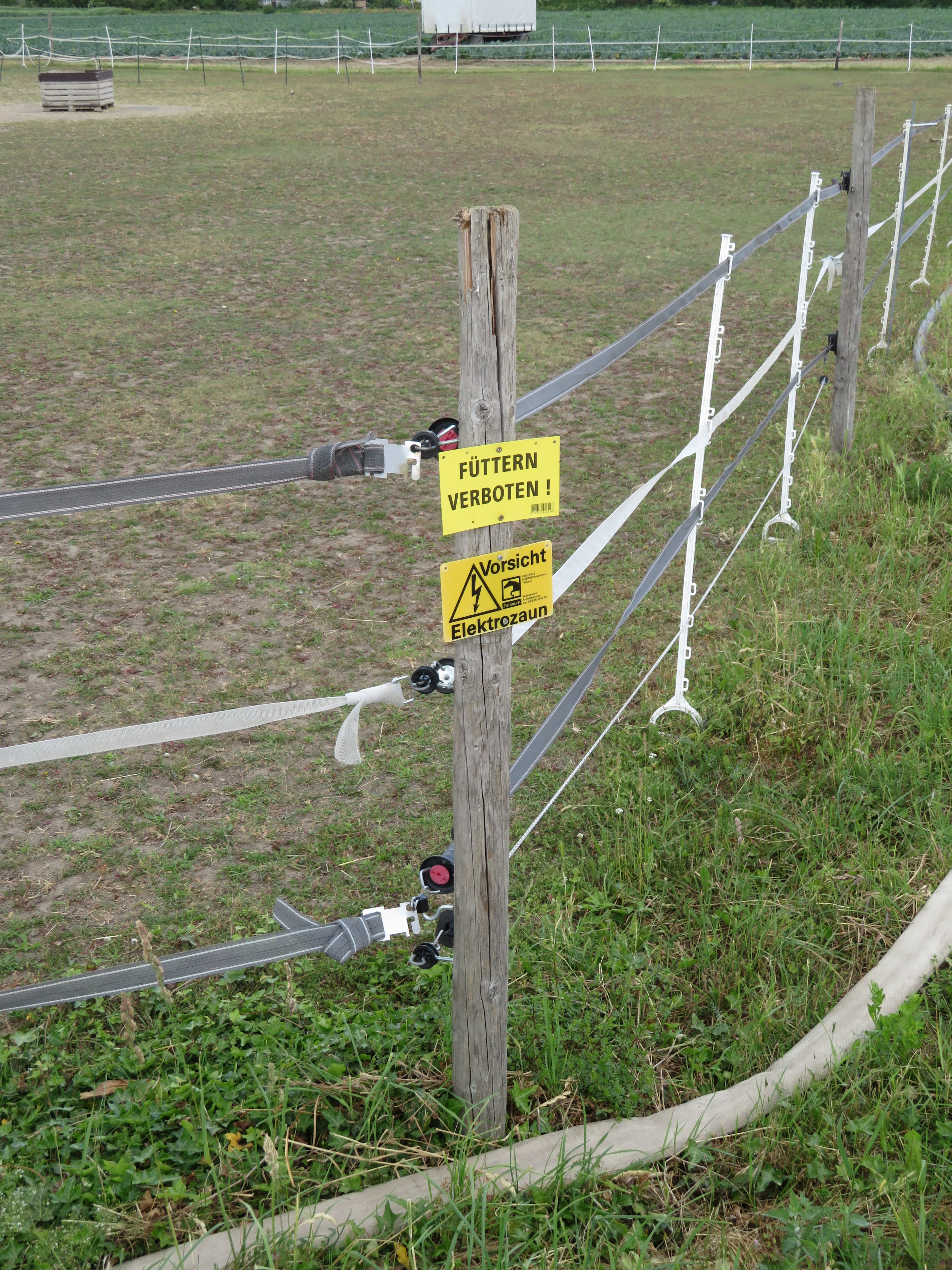
Nur drei Breitbandlitzen hindern die Weidetiere am Verlassen der Koppel, aber die Füchse und Wölfe nicht am Eindringen.

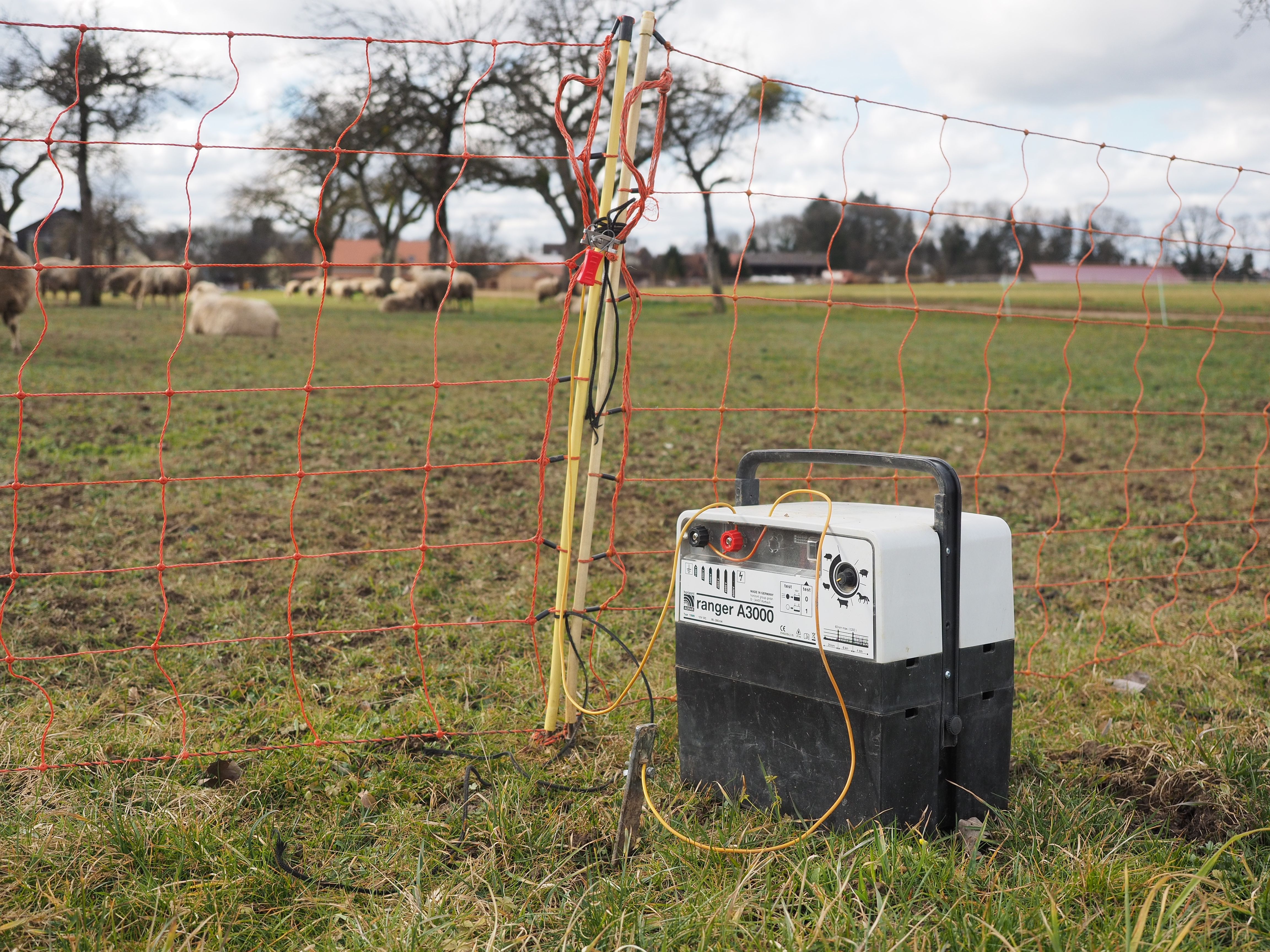
Elektronetzzaun mit batteriebetriebenem Weidezaungerät.

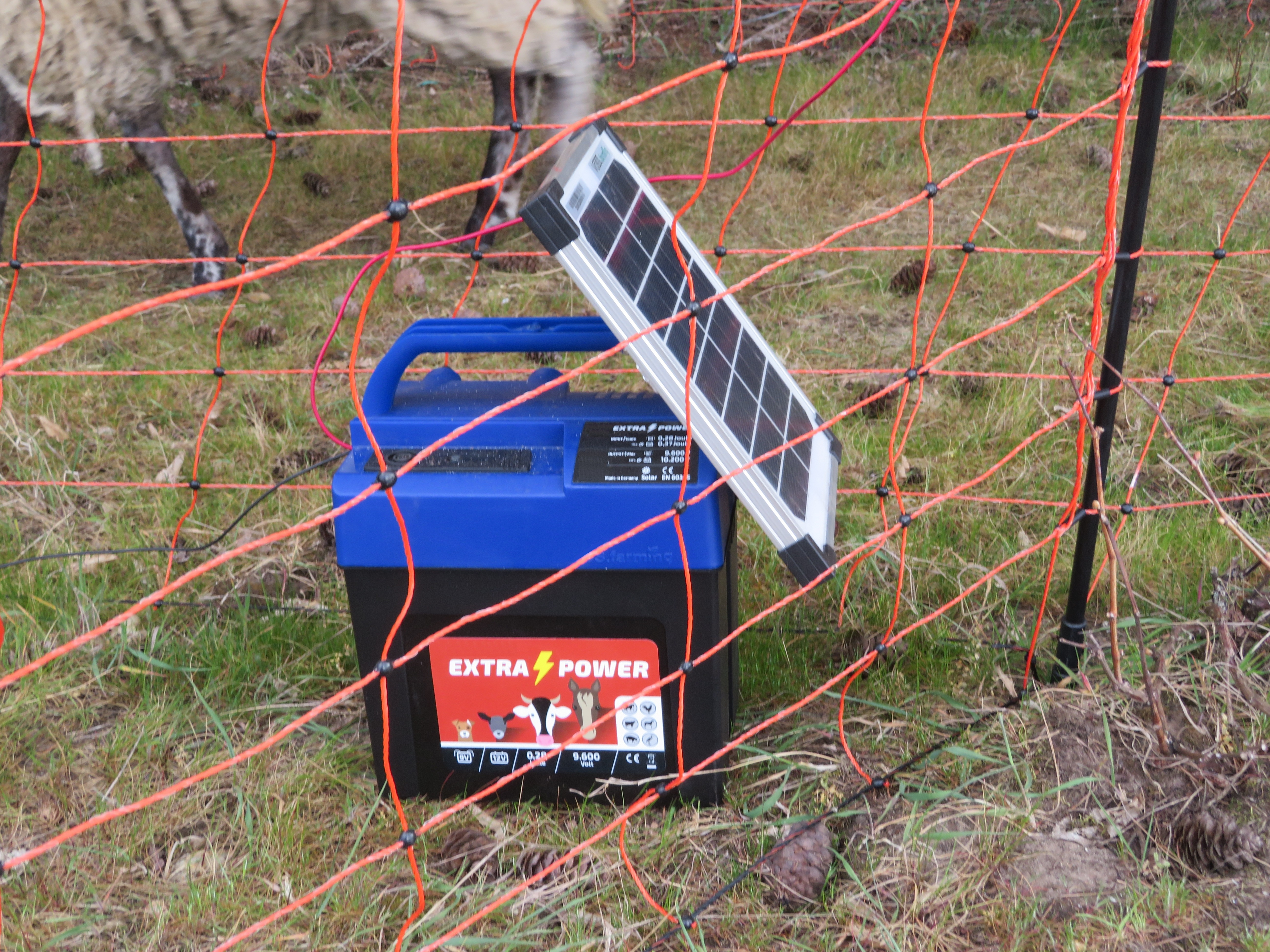
Mit Solarmodul ausgestattetes Weidezaungerät. Das Gerät stammt von dem Hersteller, für den das Hessische Umweltministerium in seinem Wolfsmanagementplan Schleichwerbung platziert hat.

Die Dokumentations- und Beratungsstelle des Bundes zum Thema Wolf empfiehlt einen 120 Zentimeter hohen elektrischen Drahtzaun aus fünf Litzen oder einen Elektro-Netzzaun. Da Wölfe zuerst versuchen, den Zaun zu unterqueren, soll die unterste Litze maximal 20 Zentimeter über dem Boden verlaufen. Der Grundschutz, der vom Weidetierhalter gefordert wird, sieht eine Zaunhöhe von 90 cm vor. Diese Zaunsysteme waren in der Schaf- und Ziegenhaltung auch vor der Wiedereinwanderung der Wölfe üblich, allerdings müssen sie bei Anwesenheit des Wolfes wesentlich aufwendiger auf Schwachstellen überprüft werden. In einigen Regionen mit ausgesprochen schwierigem, weil z. B. sehr steilem Gelände, ist der Aufbau eines wolfsabweisenden Zaunes deutlich erschwert. Die Elektrozäune haben den Zweck, Wölfen beim Versuch, in eine Weide einzudringen, einen schmerzhaften Stromschlag zu verpassen zur Vergrämung. Eine Spannung von mindestens 2000 Volt wird empfohlen. Die Zäune werden mit Weidezaungeräten mit 12 V Batterien betrieben. Die Stärke der erzeugten Impulse ist abhängig vom Gerät, der Zaunlänge, dem Widerstand des Materials, der Erdung und möglichen Ableitungen wie etwa nassem Gras, das in den Zaun wächst. Letzteres muss abgemäht werden.
Um den Schutz zu erhöhen, wird empfohlen, über dem Elektrozaun noch eine stromführende Breitbandlitze anzubringen. Sie kann zum erweiterten Grundschutz erklärt werden, wenn Wölfe in der Region das Überspringen erlernt haben. Die größere Zaunhöhe hält jedoch nicht in jedem Falle vom Überspringen ab. Dies sind allerdings Ausnahmefälle. Die überwiegende Zahl von Rissen passiert in Herden, bei denen kein Grundschutz gewährleistet war. Nur bei vorhandenem Grundschutz besteht der Anspruch auf Schadensersatz bei Wolfsrissen.

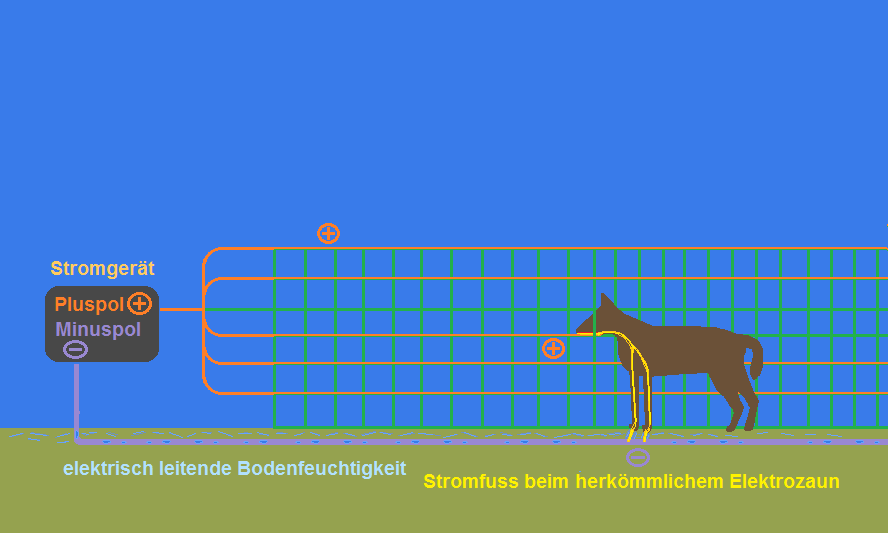
Herkömmlicher Elektronetzzaun
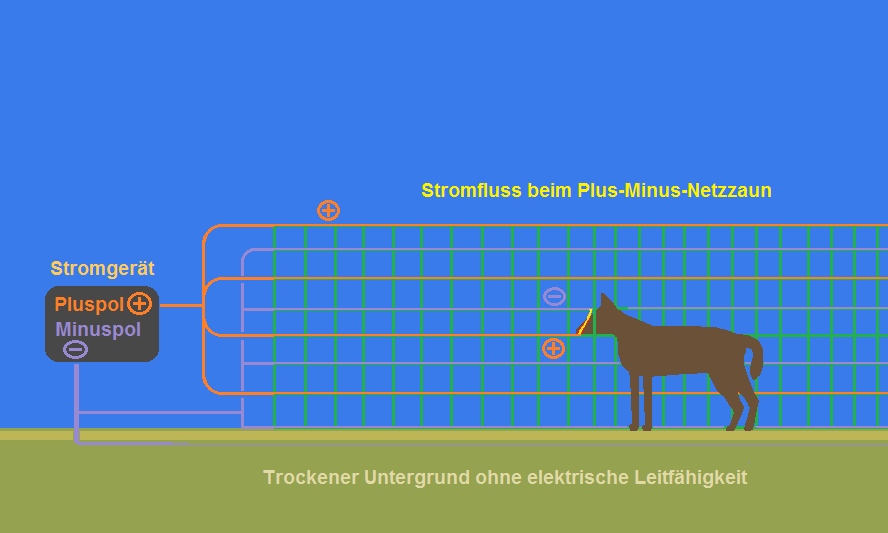
Plus-Minus-Netzzaun für trockene Untergründe
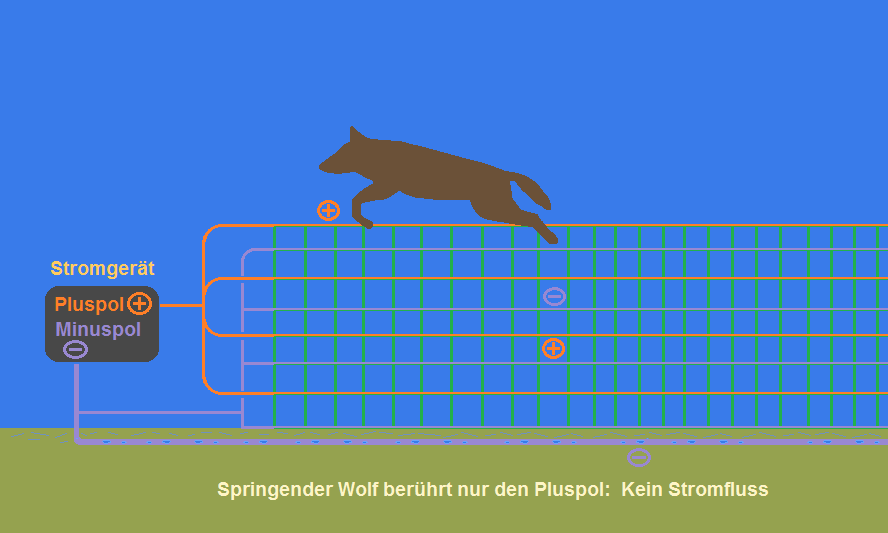
Springender Wolf bekommt keinen Schlag.
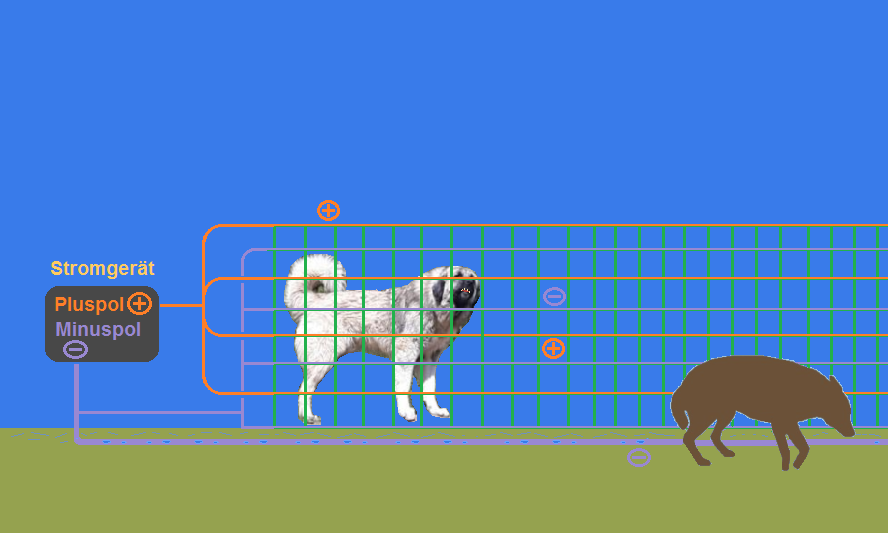
HSH soll Wolf vom Überspringen abhalten.
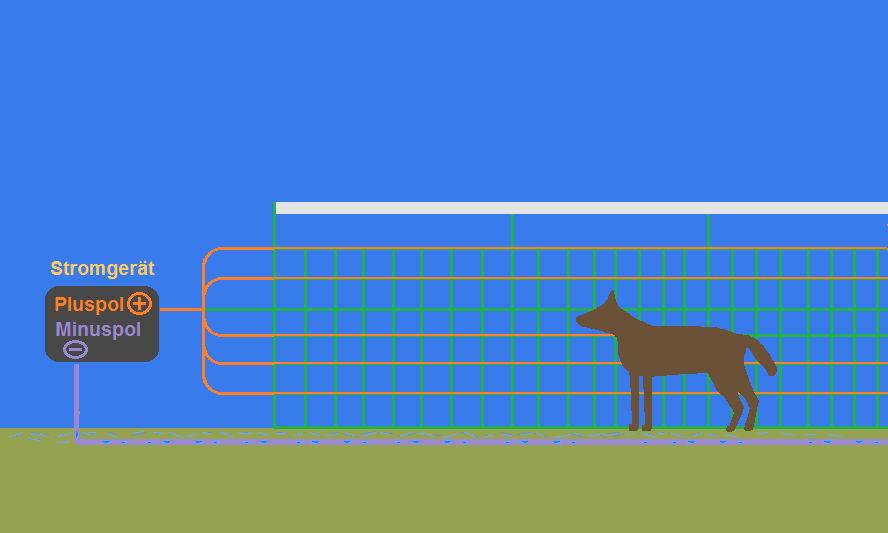
Breitbandlitze als zusätzliches Hindernis
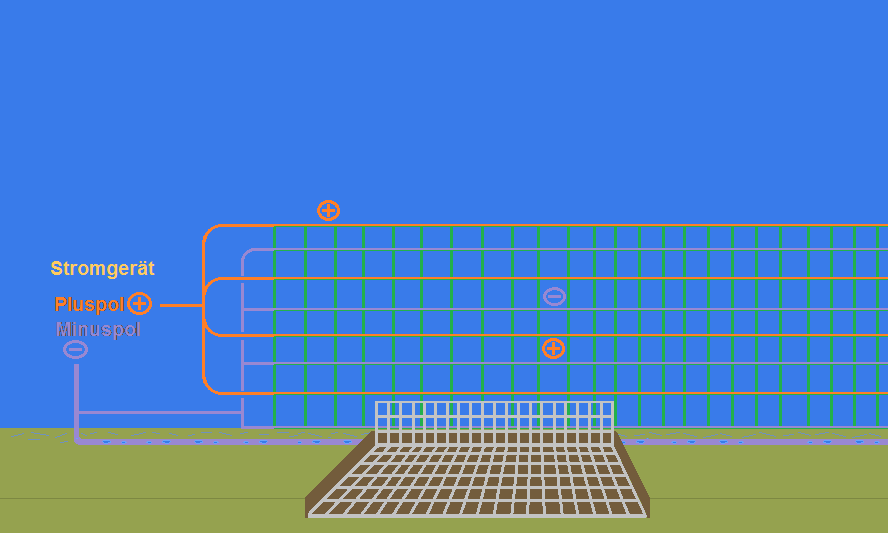
Knotengeflechtzaun als Unterwühlschutz

In der Schaf- und Ziegenhaltung sind Mobilzäune im Einsatz, normalerweise Netzzäune. In der Rinder- oder Pferdehaltung waren wolfsabweisende Zäune vor der Wiederkehr des Wolfes absolute Ausnahmen. Zumindest die Jungtiere müssen regional schon verstärkt geschützt werden, um ausreichenden Schutz zu gewährleisten. Der Einsatz von Herdenschutzhunden ist prinzipiell bei Schafen, Rindern, Ziegen, Pferden und auch in der Geflügelhaltung möglich. Herdenschutzhunde sind aber sehr arbeitsaufwendig, können sich teils auch gegenüber Menschen aggressiv verhalten, sind sehr teuer und ohne staatliche Hilfe kaum zu finanzieren. Geeignete Hunde in genügender Anzahl vorausgesetzt, bieten sie einen sehr guten Schutz vor Wölfen. Sie sind allerdings nur in Teilen der Berufsschäferei realistisch in die Betriebsabläufe zu integrieren. Viele Weidetiere werden in der Hobby- oder Nebenerwerbshaltung gehalten. Hier kommen neben Mobilzäunen häufig Festzäune mit Draht-/Stahllitzen zum Einsatz. Diese können bei Aufrüstung zu einem wolfsabweisenden Zaun auch Wildtiere am Wandern hindern. Die finanzielle Unterstützung zur Errichtung wolfsabweisender Zäune ist vom jeweiligen Bundesland abhängig. In allen Fällen finanzieren Naturschutzhaushalte die Unterstützung. Dies ist in Europa unüblich. In Frankreich etwa wird der Weidetierschutz aus dem Agrarhaushalt gefördert. Einen absoluten Schutz vor Wölfen gibt es nicht. Auf vielen Flächen kann hinreichender Schutz installiert werden. In Mittelgebirgen besonders aber in einem Hochgebirge wie den Alpen ist die Gewährleistung eines guten Schutzes aufgrund der Topographie deutlich erschwert, fallweise kaum möglich. Felsigem Gelände angepasste Zauntechnik auf extensiv genutzten Flächen ist eine Frage der Finanzierung.

## Unterwühlschutz

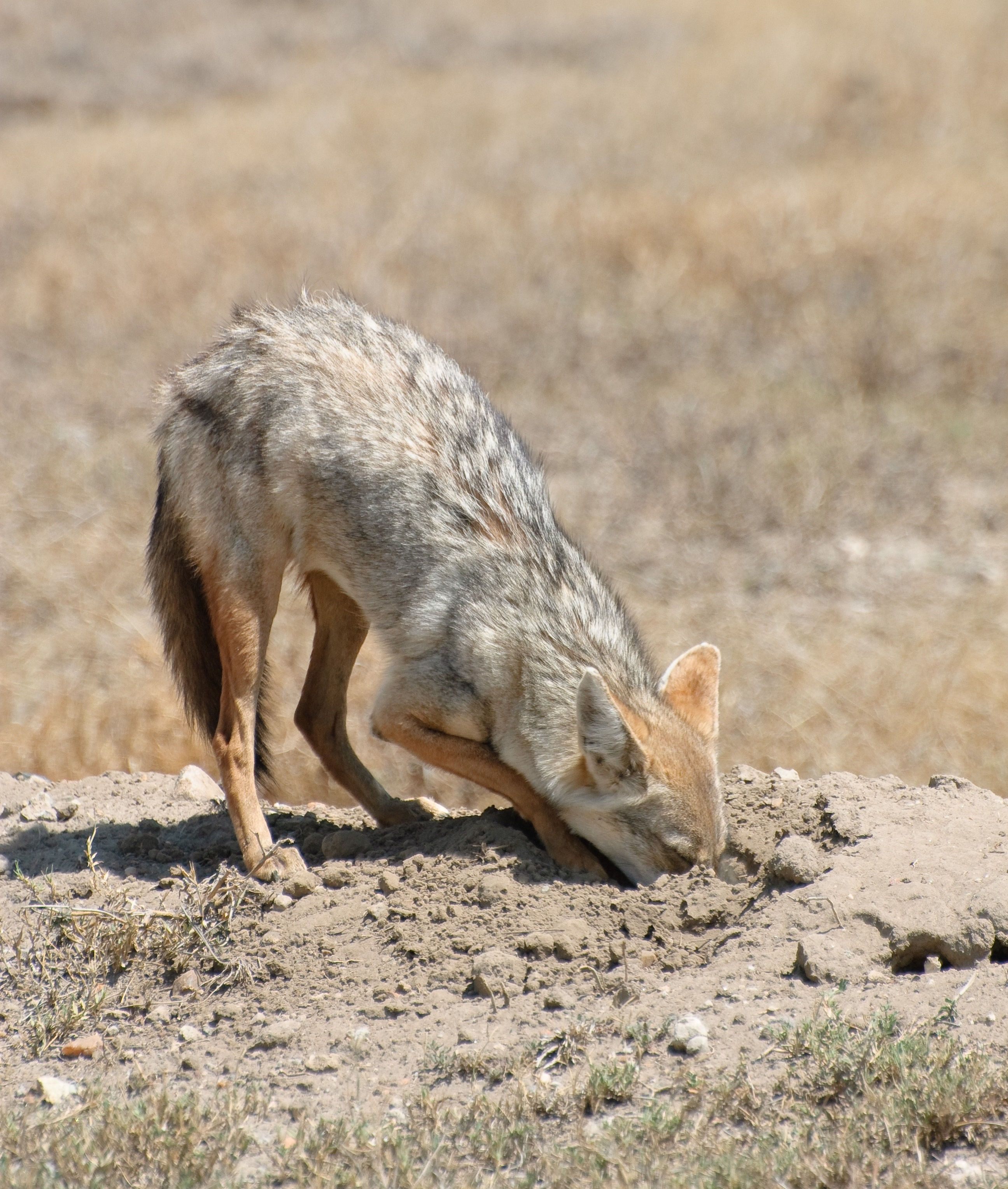
Die Fähigkeit der Caniden, zu graben, dient dem Anlegen von Wurfhöhlen und dem Erreichen von Nahrungsquellen.

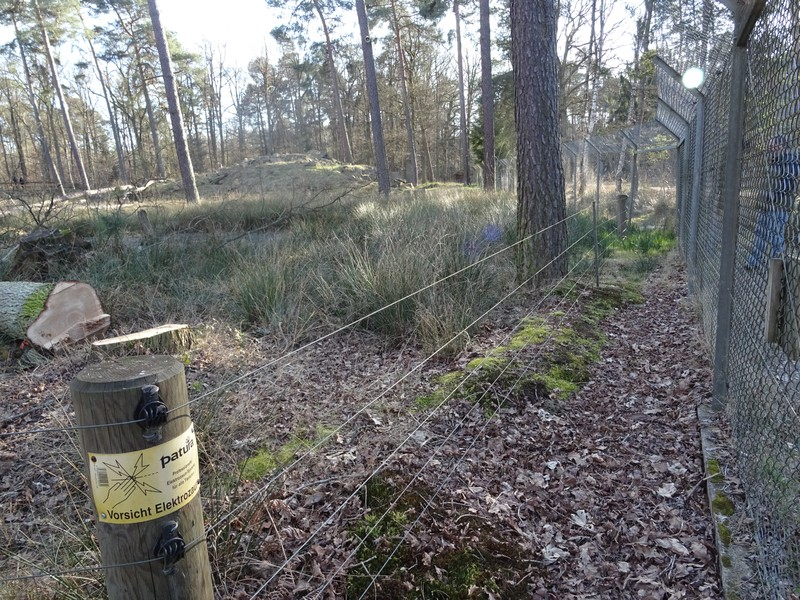
Zaunanlage um das Wolfsgehege im Wildpark Alte Fasanerie

Da Wölfe ihre Welpen in selbst gegrabenen Erdhöhlen großziehen und auch bei der Nahrungssuche instinktiv graben können, ist unter jeder Art von Zaun ein Untergrabeschutz unentbehrlich. Wenn der Untergrabeschutz nach den ersten Wolfsangriffen gebaut wird, können die überlebenden Tiere traumatisiert sein und sich auch gegenüber Menschen scheu oder panisch verhalten. Als Maßnahme gegen Durchgraben kann eine stromführende Litze nah an der Erdoberfläche entlanggeführt werden. Aufwändiger aber effektiver ist es, vom Zaun ausgehend ein Knotengeflecht so einzugraben, dass es schräg bis horizontal unter der Bodenoberfläche liegt. Neben den anderen Schutzvorkehrungen ist für eine Ausgleichszahlung im Schadensfall auch ein Untergrabeschutz meist Bedingung. Bei mobilen Zäunen muss darauf verzichtet werden.

## Herdenschutzhunde
Traditionell wurden Herdenschutzhunde (Abkürzung HSH) in Ländern Süd- und Südosteuropas und Asiens verwendet, um nicht eingezäunte Viehherden bei der Fernweidewirtschaft auf ihren Wanderungen zu begleiten und Wölfe entweder zu vertreiben oder zu töten. Sie sollen mit den Tieren aufwachsen, die sie dann als erwachsene Hunde beschützen. Innerhalb von Umzäunungen reagieren Herdenschutzhunde auf sich von außen nähernde Personen und Raubtiere mit lautstarkem Gebell und Drohgebärden, wobei sie sich vor den zu beschützenden Weidetieren aufbauen. Mehrere Herdenschutzhunde können einen Wolf, der unbemerkt in ein Grundstück oder in eine Weide eingedrungen ist, töten. Im Falle nicht ausreichender Sicherung der HSH durch für sie unüberwindliche Einfriedungen kann es aufgrund ihres Territorialverhaltens zu Attacken auf Hunde von Spaziergängern kommen. An von HSH bewachten Weiden befinden sich häufig Warnschilder, mit denen Spaziergänger mit Hunden aufgefordert werden, ihre Hunde stets an der Leine zu führen und die Weide weiträumig zu meiden.
In einer Feldstudie in den USA mit über 1000 Herdenschutzhunden, die in 37 Bundesstaaten über einen Zeitraum von 6 Jahren eingesetzt waren, wurde die Prädation in Ranches und Farmen bei 64 % der Betriebe verringert, bei 20 % gab es keine Prädation mehr, bei 16 % der Betriebe blieb die Prädation unverändert. Viele Viehzüchter hatten Schwierigkeiten mit der Haltung der Hunde. Eine Studie in den Karpaten ergab, dass die Anzahl der von Wölfen und Bären getöteten Schafe umso wirksamer verringert wurde, je mehr Hunde im Verhältnis zur Herdengröße eingesetzt waren. Probleme in der Schadensverhütung traten auf, wenn es den Hunden nicht gelang, die Weidetiere vor Rudelangriffen zu schützen, wobei die Hunde dann selbst zu Opfern von Wolfsangriffen wurden. Dazu kam es bei schlecht ernährten Hunden und bei Hunden, die sich aus anderen Gründen in keinem guten Gesundheitszustand befanden oder die nicht ausreichend trainiert waren oder die einem zahlenmäßig überlegenen Wolfsrudel gegenüberstanden. Herdenschutzhunde werden auch bei der Rinder- und Pferdehaltung eingesetzt. Ein Schäfer beobachtete, dass Damwild sich zu seiner nicht eingezäunten Herde gesellte, um vom Schutz durch seine Herdenschutzhunde zu profitieren.

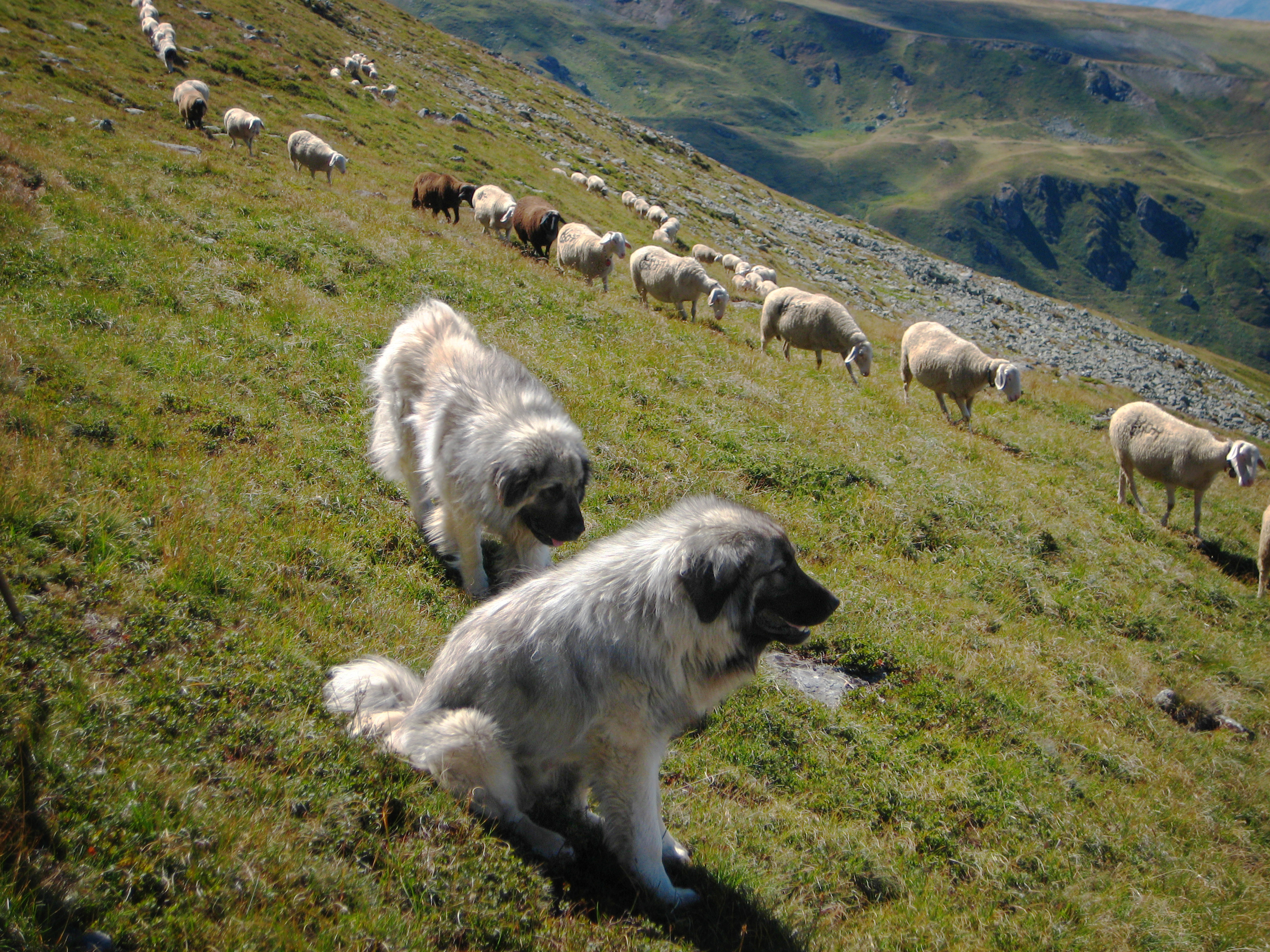
HSH in offenem Gelände im Gebirge ohne Zaun
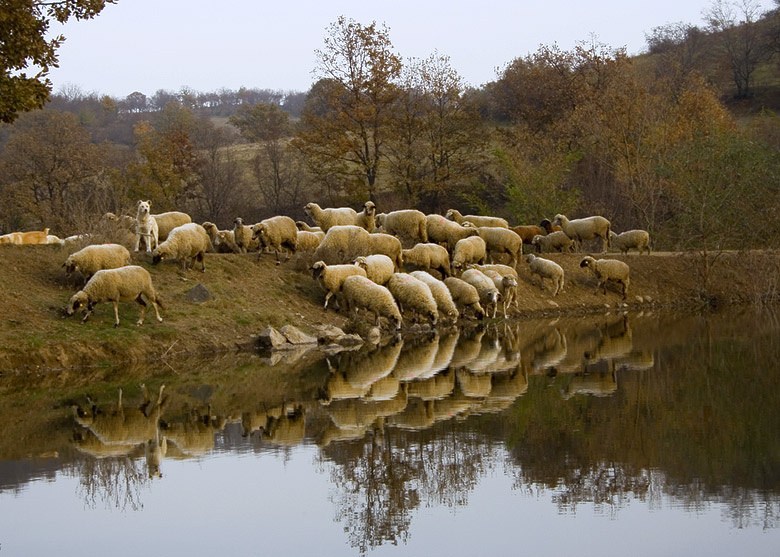
Für Weidetiere und Hunde muss eine Wasserstelle zugänglich sein.
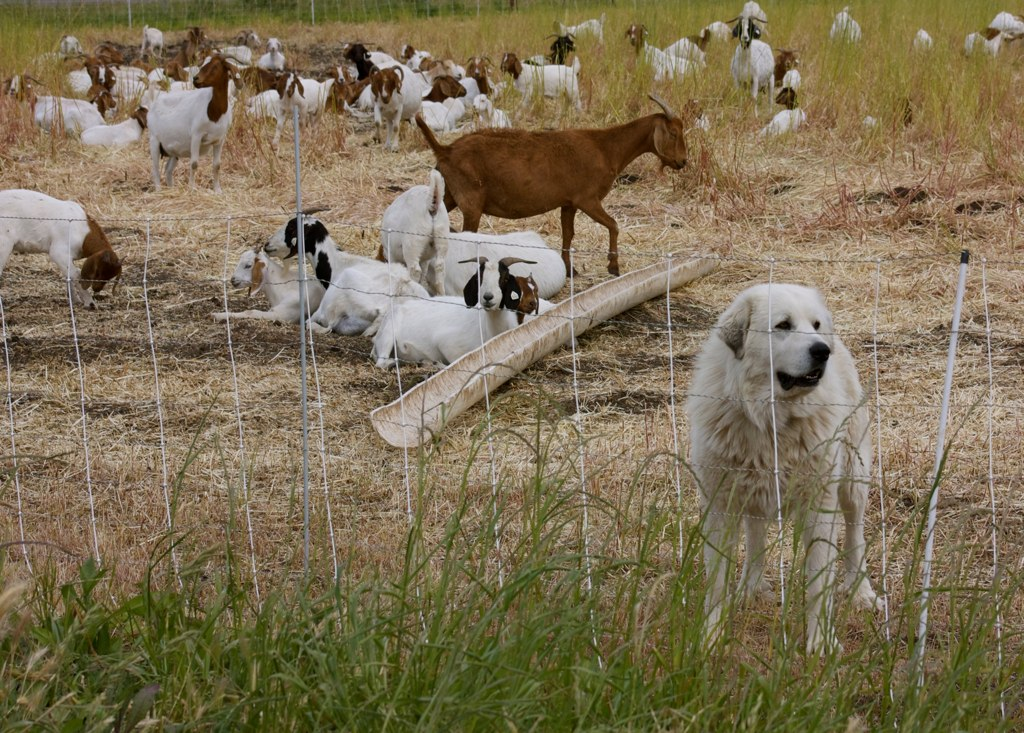
Eine Umzäunung macht das Bereitstellen von Trinkwasser innerhalb des Zauns erforderlich.
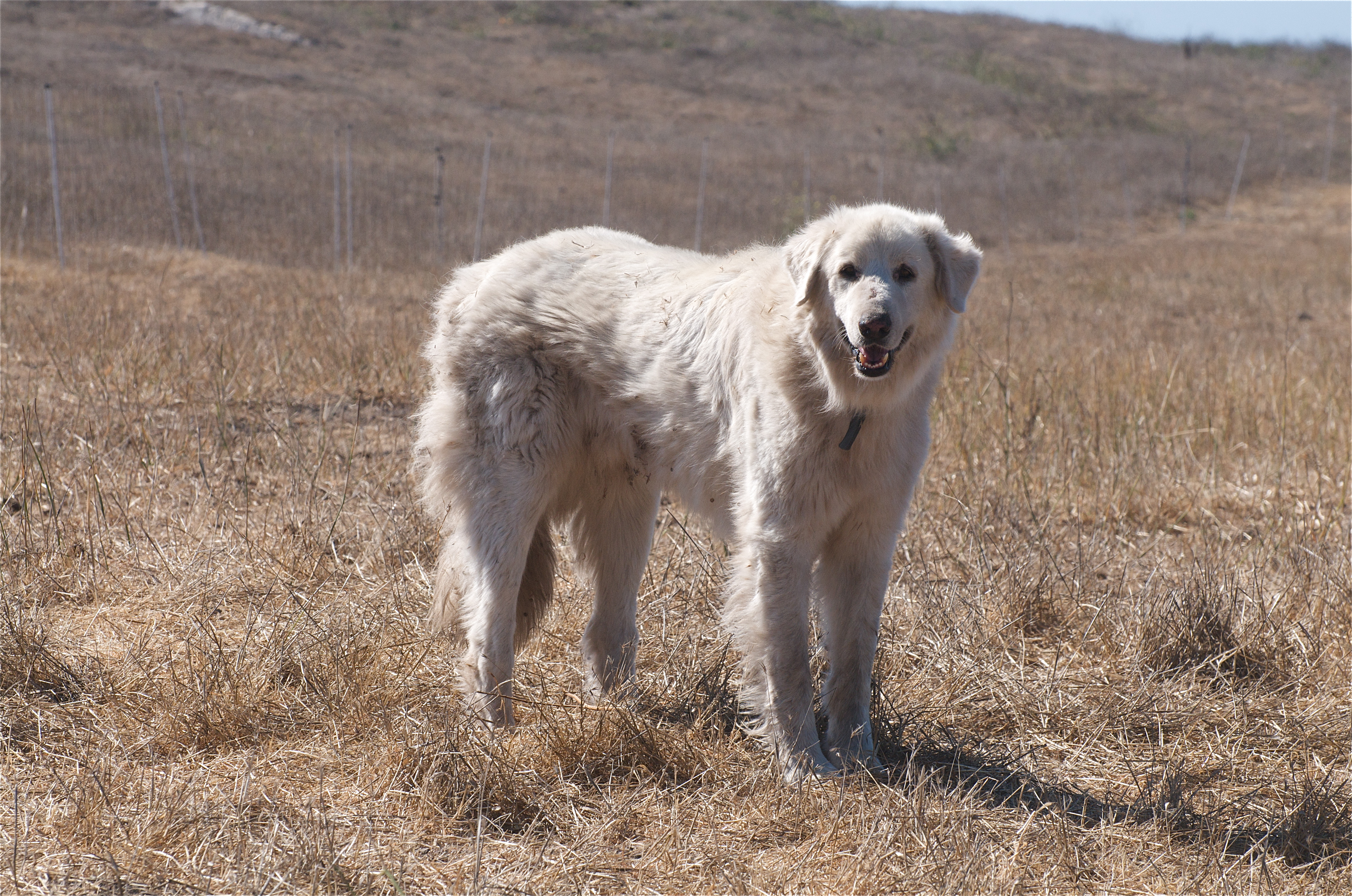
Imposante Erscheinung eines HSH in Kalifornien
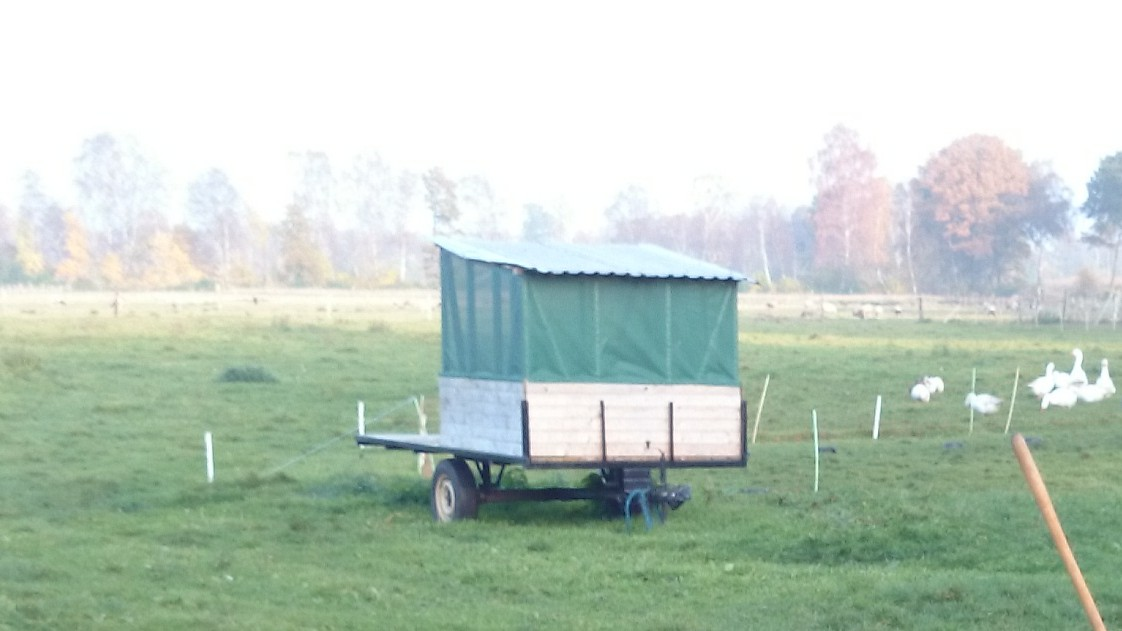
HSH-Wohnmobil Marke Eigenbau
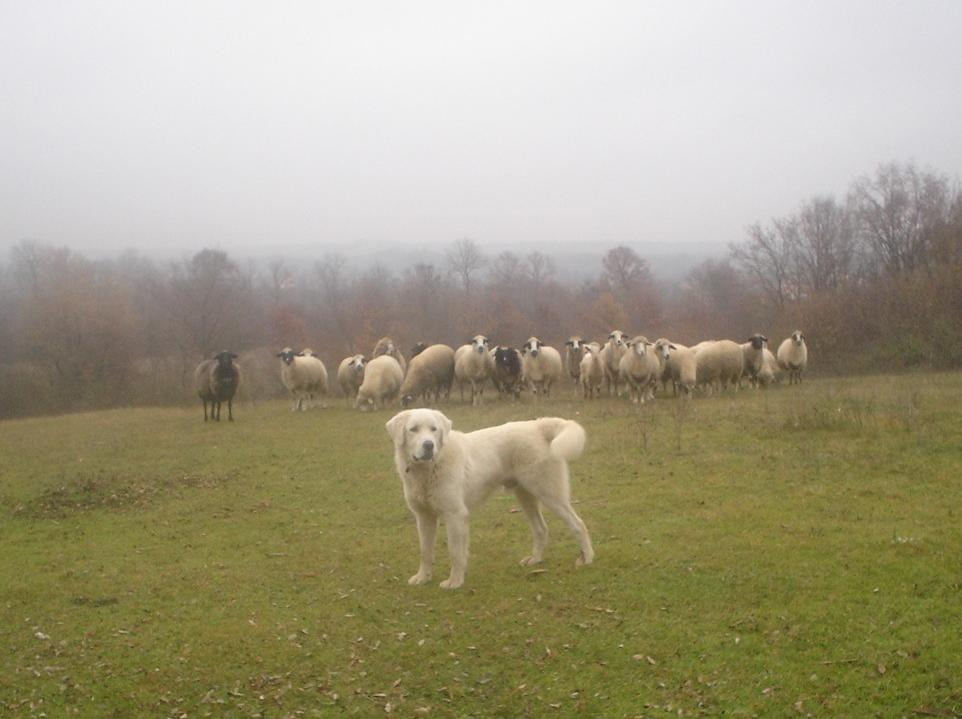
Sarplaninac bei Schafen

In Ländern, in denen der Wolf unter strengem Schutz steht, setzt man auf die abschreckende Wirkung der Herdenschutzhunde, die dabei hinter dem Zaun arbeiten sollen, indem sie den Wolf vom Überspringen des Zauns abhalten. Diese Vorkehrungen bieten keine Garantie für die Sicherheit der Weidetiere. Der Einsatz von Herdenschutzhunden kann ein ergänzendes Element eines wolfsabweisenden Mindestschutzes sein, der abhängig von landesrechtlichen Regelungen eine Voraussetzung für die Bewilligung von Ausgleichszahlungen bei Nutztierrissen darstellt.
Herdenschutzhunde sind konstitutionell gegenüber den Unbilden der Witterung nicht empfindlich. Nach § 4 Absatz 1 der Tierschutz-Hundeverordnung muss einem Hund bei Haltung im Freien eine Schutzhütte zur Verfügung stehen. Für Wanderschäfer mit mehreren Herdenschutzhunden ist es sehr aufwändig Schutzhütten mit zu transportieren. Ein Herdenschutzhund wird in einer Hundehütte am ständigen Bewachen der Weidetiere gehindert, manche weigern sich, eine Hütte zu beziehen. Eine Änderung der Tierschutz-Hundeverordnung wird diskutiert, die mobile, an den Seiten offene Schutzhütten erlauben würde. In der Lüneburger Heide hat ein kreativer Landwirt eine ausgediente auf einen Wagen montierte Pommesbude zu einem vorne halboffenen HSH-Wohnmobil umgestaltet.
Nach § 6 Absatz 3 der Tierschutz-Hundeverordnung dürfen bei Zwingerhaltung im Zwinger bis zu einer Höhe, die der aufgerichtete Hund mit den Vorderpfoten erreichen kann, keine Strom führenden Vorrichtungen sein, mit denen der Hund in Berührung kommen kann, oder Vorrichtungen, die elektrische Impulse aussenden. Die Tierschutz-Hundeverordnung enthält hingegen kein Verbot der Haltung hinter stromführenden Weidezäunen. Der Sprecher der Arbeitsgruppe Herdenschutz des Berufsschäferverbands legt Wert auf die Feststellung, dass Hütehunde und Herdenschutzhunde nicht gemeinsam zum Einsatz kommen.

## Weitere Schutzmaßnahmen

### Herdenschutz-Esel und -Lamas
Herdenesel schützen erwiesenermaßen vor Hunden und Kojoten, können trotz ihres Antiprädatorverhaltens aber auch selbst von Angriffen größerer Raubtiere wie Wölfe betroffen sein. Im Streifgebiet der Ohrdrufer Fähe GW 267 f in Thüringen wurden trotz Anwesenheit von Eseln mehrere Fohlen gerissen.
Auch Lamas werden als Herdenschutztiere eingesetzt, beispielsweise in den USA und Schweden.

### Lärmquellen
Findige Schäfer haben nach Wolfsangriffen an ihren Weiden ein regenfestes Duschradio angebracht, um die Wölfe mit den gesendeten menschlichen Stimmen, Klängen und Geräuschen zu vertreiben. Diese Methode gehört nicht zu den empfohlenen Herdenschutzmaßnahmen, sie soll sich aber in Einzelfällen bewährt haben.

### Anwesenheit eines Hirten

Caspar David Friedrich (19. Jh.): Landschaft mit Schafherde bei Tage

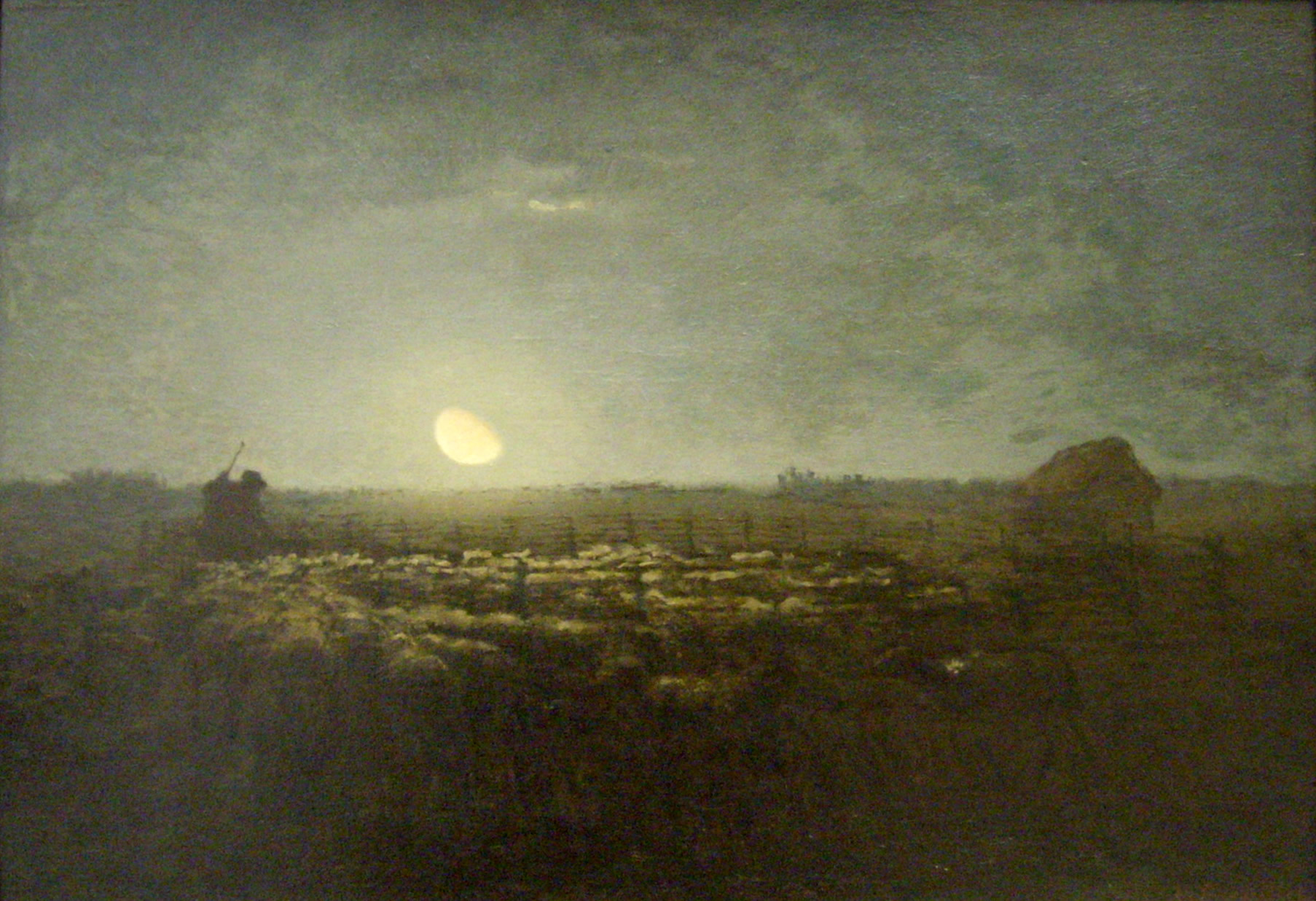
Jean-François Millet (19. Jh.): Schafe im Nachtpferch bewacht von einem bewaffneten Hirten

Die Gegenwart eines kräftigen Menschen, eines Hirten, kann auf die Wölfe respekteinflößend wirken. Hierzu müssten täglich 24 Stunden – also auch nachts – Betreuungspersonen bei den Tieren sein, die allerdings im Ernstfall nicht massiv eingreifen dürften, da streng geschützte Tiere in ihren Lebensräumen nicht erheblich gestört werden dürfen. In historischer Zeit waren Nachtpferche für Schafe ein wirksamer Schutz, wenn über Nacht ein Hirte bei ihnen war, der ein Gewehr hatte und es verwenden durfte. Durch den modernen Herdenschutz ohne Waffen soll eine konfliktarme Koexistenz von Wölfen und Weidetieren erreicht werden. Die Gewöhnung der Wölfe an Menschen führte jedoch in Einzelfällen dazu, dass Wölfe auch in Anwesenheit des Schäfers Schafe oder Ziegen erbeuteten.

## Grenzen der Möglichkeiten

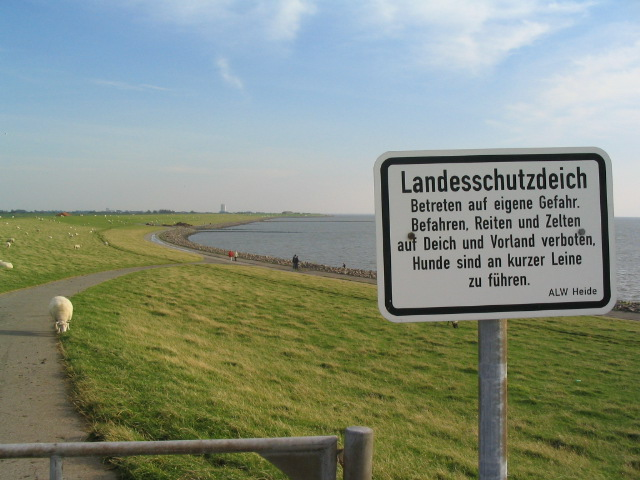
Schafe düngen den Boden und halten das Gras kurz und dicht. Das fördert die Durchwurzelung. Beweidung trägt wesentlich zur Deichbefestigung bei. Einzäunen ist hier nicht möglich.

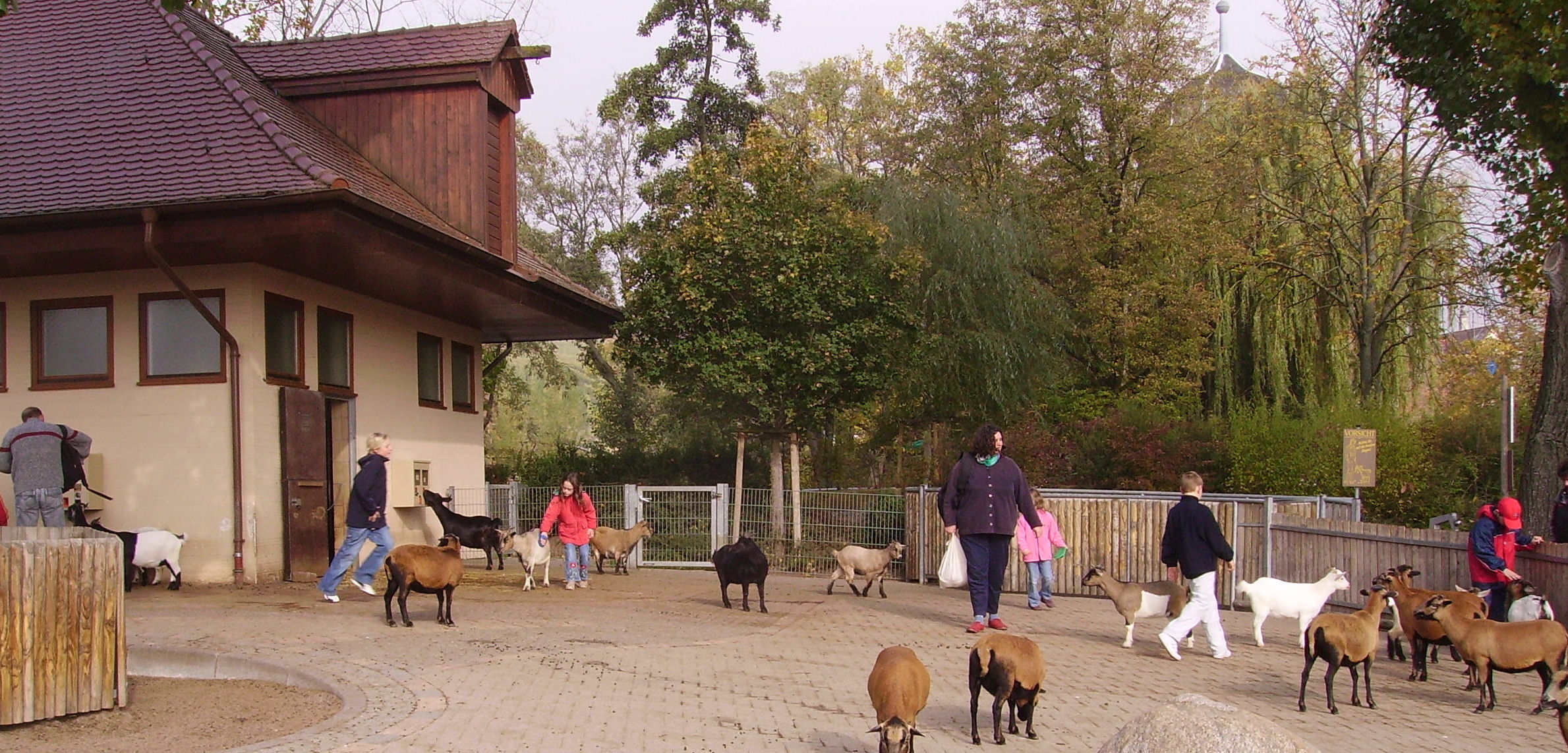
Streichelzoo Tripsdrill bei Heilbronn

Mit Untergrabeschutz und Flatterband ergänzte Zäune bieten nur Schutz, solange die Weidetiere sie nicht in panischer Flucht umreißen (siehe Stampede).
Tiere, wie Ziegen und Esel in Streichelzoos und in Schulgärten gehaltene Schafe als Bestandteil der Natur- und Umweltpädagogik, können wegen der Unfallgefahr für die Kinder weder durch Elektrozäune noch mit HSH geschützt werden. Therapeutische Einrichtungen haben sehr begrenzte Möglichkeiten.
An Deichen, deren Vegetationsdecke durch Beweidung mit Schafen gepflegt wird, sind Elektrozäune und Herdenschutzhunde wegen der an und auf den Deichen verlaufenden öffentlichen Wege und der unterhalb liegenden öffentlichen Strände ebenfalls keine Option. Die oftmals hohen Windstärken verhindern ausreichende Zaunhöhen, wasserseitig sind Zäune wegen der Fluten nicht möglich. Auch müssen Deiche zugänglich sein, damit im Falle einer Deichverteidigung die Einsatzkräfte ungehindert an die Einsatzstelle gelangen können.
Wegen des Territorialverhaltens gegenüber Spaziergängern und Begleithunden können nicht in jedem Umfeld HSH gehalten werden. In touristisch stark frequentierten Gebieten muss der Verzicht auf den Einsatz von HSH in Betracht gezogen werden, wenn sich die Weiden nicht durch Zäune von den Wegen abtrennen lassen. Je nach Standort können Nachbarn oder Anwohner das lautstarke Gebell als unzumutbare Ruhestörung empfinden. In Oregon musste ein Besitzer seine Tibetmastiff deshalb laut Gerichtsbeschluss an den Stimmbändern operieren lassen (Debarking).
Nach Ansicht des Landvolks Niedersachsen seien Herdenschutzmaßnahmen trotz Förderung und freiwilligen Helfern aus Naturschutzverbänden bei der Errichtung von Zäunen für eine Umsetzung auf hunderttausenden von Hektar Weideflächen in der Praxis untauglich. Immer wieder hätten Wölfe die vorgeschriebenen und auch höhere Zäune überwunden. Für Rinderhalter seien wolfsabweisende Zäune keine Option. Aktuell begänne beim Herdenschutz eine Aufrüstungsspirale. Hans-Dieter Pfannenstiel bezeichnet das als Wettrüsten und wirft der Wolfs-Lobby vor, die Öffentlichkeit mit falschen Daten zu versorgen. Zäune bedeuten eine Zerschneidung der Landschaft, die nicht überall zulässig ist. Der Bauernbund Brandenburg kritisiert, dass mit Wolfsmonitoring, Gutachten und Herdenschutz Geld verdient wird, während sich die Situation der Landwirte weiter verschlechtert. Anstelle von Herdenschutzprogrammen fordert der Bauernbund Brandenburg eine Schutzjagd auf Wölfe nach dem skandinavischen Modell und die Einrichtung von wolfsfreien Zonen. In Brandenburg kritisieren außerdem Verbände im ländlichen Raum den brandenburgischen Managementplan sowie die Praxis der Rissbegutachtung durch NABU-Wolfsbotschafter und fordern einen Acht-Punkte-Plan zum Umgang mit dem Wolf. Der wissenschaftliche Dienst des Bundestages kam zu dem Ergebnis, dass die Ausweisung wolfsfreier Zonen auf Gemeindeebene rechtlich unzulässig sei, solange der Wolf in der FFH-Richtlinie in den Anhängen II und IV geführt wird (Schutzstatus). Der Bundesverband Deutscher Milchviehhalter rief die Politik dazu auf, die Entnahme von Wölfen durch eine zügige Anpassung des EU-Rechts zu erleichtern. Auch die Deutsche Reiterliche Vereinigung fordert, nachdem in Niedersachsen ein Pony von einem Wolf gerissen wurde, eine deutliche Reaktion der Politik, um Weidetiere und deren Halter von dem Raubtier zu schützen.

### Entnahmen als zusätzliche Schutzmaßnahme
Da sich Wölfe rasant vermehren, sind Zukunftsszenarien nicht auszuschließen, in denen eine Bestandsregulierung als Teil des Herdenschutzes integriert wird. Eine Entscheidung allein auf nationaler Ebene ist nach EU-Recht nicht möglich. In Deutschland gibt es keine Bestandsregulierung, nur Entnahmen nach der Ausnahmeregelung bei auffälligen Wölfen. In Frankreich ist eine Bestandsregulierung unter Berücksichtigung des Erhaltungszustands der Wolfspopulation eingeführt worden.
Die Rudelstrukturen sollen bei Entnahmen nicht zerstört werden, vor allem wenn es sich um Rudel handelt, die Zäune als Barriere akzeptieren und andere gefährlichere Wölfe aus ihrem Territorium fernhalten. Einzelwölfe, die bei einer nicht-qualifizierten Bejagung aus Rudeln hervorgehen, reißen statistisch in Europa mehr Nutztiere als Rudel. Der tatsächliche Effekt der Bejagung ist von verschiedenen Parametern (z. B. auch Qualität der Jagd) abhängig und geht nicht voraussetzungslos mit einem Rückgang von Nutztierrissen einher.

## Präventionsmaßnahmen und Ausgleichszahlungen

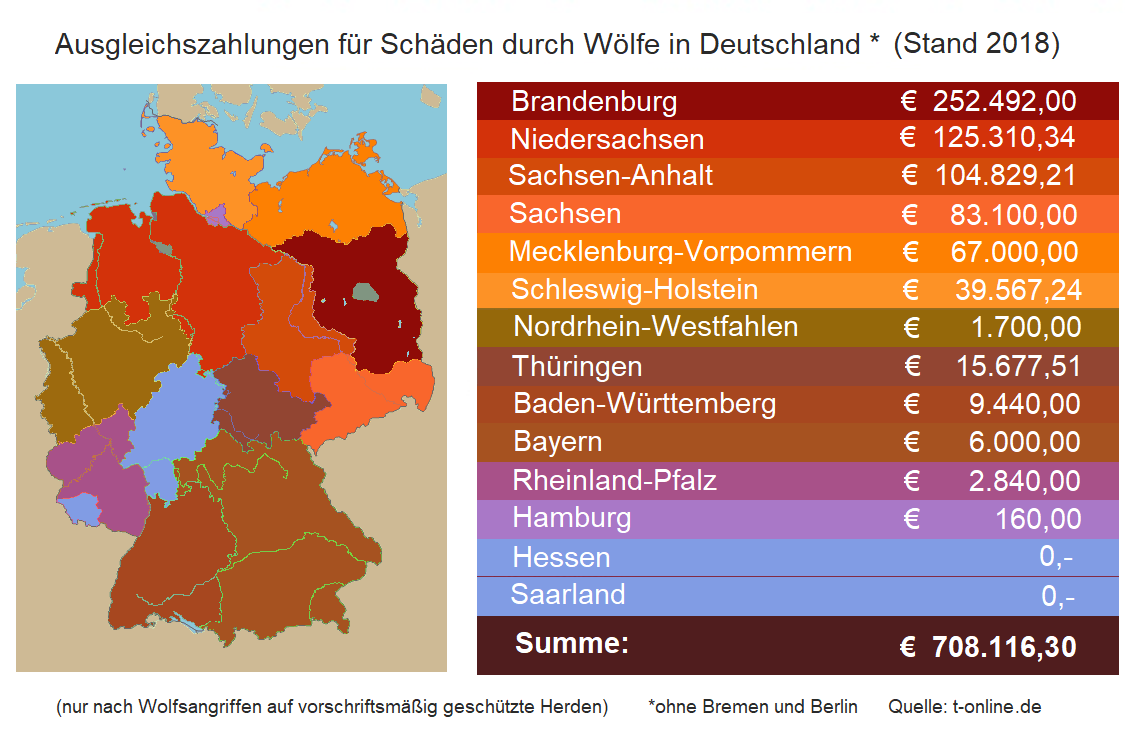
Summen der Ausgleichszahlungen an Tierhalter nach Wolfsangriffen auf vorschriftsmäßig geschützte Herden, bei denen die Wölfe vorhandene Schutzmaßnahmen überwunden haben. Stand 2018.

Wolfsverursachte Schäden, Präventions- und Ausgleichszahlungen werden in Deutschland von der DBBW dokumentiert.
Die Europäische Kommission hat am 8. November 2018 entschieden, dass Investitionen in Vorsorgemaßnahmen zu 100 % durch die Länder finanziert werden können. Bislang konnten nur 80 % der Vorsorgekosten erstattet werden. Auch Schäden, die infolge eines Wolfsangriffes auftreten, können fortan vollständig erstattet werden. Neu ist, dass das auch für indirekte Schäden gilt, wie Tierarztkosten oder Arbeitskosten bei der Suche nach geflohenen versprengten Tieren. Förderfähig sind auch Arbeitskosten für die Erhaltung der Schutzvorrichtungen.

### Deutschland
Die Managementpläne der Bundesländer sind nicht einheitlich.
In Hessen sind bislang weder finanzielle Unterstützung für Prävention noch Entschädigungszahlungen vorgesehen. Gemäß § 833 des Bürgerlichen Gesetzbuches (BGB) haften Nutztierhalter für Schäden, wenn ihre Tiere infolge eines Wolfsangriffes ausbrechen und Schäden verursachen. Hobbyhaltern wird der Abschluss einer Tierhalterhaftpflichtversicherung empfohlen. Zuschüsse sind nur dann möglich, wenn die beweideten Flächen von besonderer Bedeutung für den Naturschutz sind. Die Vorsitzende des Odenwälder NABU-Kreisverbands Martina Limprecht betrachtet die Wölfe als wirksames Mittel gegen das Artensterben.
Am 15. Januar 2020 veranstalteten hessische Weidetierhalter eine Demonstration mit Kundgebungen in Wiesbaden, um volle Unterstützung für Herdenschutzmaßnahmen und ein bundeseinheitliches Wolfsmanagement einschließlich Bestandsregulierung zu fordern.
Brandenburg hat am 22. November 2017 einen Entwurf für eine neue Wolfsverordnung vorgelegt. Der Umgang mit Wölfen mit auffälligem Verhalten, die trotz Herdenschutz Weidetiere reißen oder in Gehöfte und Ställe eindringen, wird weiterhin kontrovers diskutiert. Die Verordnung beinhaltet Ausnahmeregelungen zum Verscheuchen und Vergrämen als Schutzmaßnahmen. In Groß Schönebeck entsteht ein Wolf- und Herdenschutzinformationszentrum. Problemwölfe sollen von einer Privatfirma vergrämt, eingefangen und entnommen werden. Nutztierhalter können nach Rissen Beihilfen des Landes Brandenburg in Anspruch nehmen. Wegen der steigenden Schäden fordern der Deutsche Bauernverband und das Aktionsbündnis Forum Natur (AFN) eine Obergrenze für Wölfe und ein aktives Eingreifen in die Wolfsbestände. Im Jahr 2018 wurden 128 Anträge zur Wolfsprävention mit insgesamt 779.463,- Euro gefördert. Dennoch wurden 401 Nutztiere gerissen. Die im Jahr 2018 gezahlten Entschädigungen beliefen sich auf 67.604,- Euro.
In Niedersachsen sollen demnächst Herdenschutzmaßnahmen landesweit und auch für Hobbytierhalter gefördert werden. Für Beratungen und Schadensmeldungen ist hier das Wolfsbüro des Niedersächsischen Landesbetriebs für Wasserwirtschaft, Küsten- und Naturschutz zuständig. In Niedersachsen gibt es sogenannte Billigkeitsleistungen, die ohne Rechtsanspruch des Tierhalters gewährt werden können. Halter von Rindern erhalten Förderung für Präventionsmaßnahmen, wenn drei amtlich bestätigte Rinderverluste in einem Umkreis von 30 km innerhalb von 12 Monaten festgestellt wurden. Die Kosten für Herdenschutz, Ausgleichszahlungen und die Jagd auf einen mit Ausnahmegenehmigung der Naturschutzbehörde zu Abschuss freigegebenen auffälligen Wolf betrugen für das Land Niedersachsen 2018 insgesamt knapp eine Million Euro, davon Schutzmaßnahmen ca. 736.000 Euro, Billigkeitsleistungen knapp 31.000 Euro. Der NLWKN hatte für das Wolfsmanagement einschließlich DNA-Analysen Ausgaben in Höhe von 225.000 Euro.
Die Bayerische Landesanstalt für Landwirtschaft rechnet mit Gesamtkosten von 241 bis 413 Millionen Euro für die Errichtung von rund 57.000 Kilometern Schutzzäunen für Weiden. Nach Einschätzung der Bayerischen Landesanstalt erlaubt die Almwirtschaft als Form der extensiven Weidewirtschaft ökonomisch in der Regel keine Spielräume für zusätzliche Investitionen. Aufgrund der naturräumlichen Gegebenheiten im Hochgebirge sind Almen/Alpen beim Schutz vor Wölfen Problembereiche, da etwa ein Drittel der Flächen nicht zäunbar ist. Mit der Förderrichtlinie „Investition Herdenschutz Wolf“ fördert Bayern die Anschaffung eines Herdenschutzhundes bestimmter Rassen.
In Sachsen wurde der Wolf ins Jagdrecht aufgenommen, er genießt dabei ganzjährige Schonung. Eine Bürgerinitiative hat dem Landtagspräsidenten Matthias Rößler und der Vorsitzenden des Petitionsausschusses Kerstin Lauterbach eine Petition mit über 18.000 Unterschriften überreicht, in der die Aufhebung der ganzjährigen Schonung und eine Begrenzung der Wolfspopulation gefordert wird. Der Grund ist die sinkende Bereitschaft der Landbevölkerung, "Nutztiere als Wolfsfutter zu produzieren".
In Sachsen-Anhalt gibt es trotz der fast 50 Rinderrisse im Jahr 2017 keine Fördermittel zum Schutz von Rindern.
In Thüringen gibt es Berechnungen der Schäden durch Geburtsausfälle bei Mutterschafen, die nach miterlebten Wolfsangriffen in einen lang anhaltenden psychischen Stresszustand geraten und dadurch nicht trächtig werden oder Fehlgeburten haben. Thüringer Schafhalter fordern für diese Verluste ebenfalls Entschädigung in Angleichung an die in Schleswig-Holstein geltenden Regelungen. In Thüringen können Schäfer von Januar bis März 2019 eine von Umweltministerin Anja Siegesmund bewilligte Weidetierprämie beantragen. Das Umweltministerium Thüringen rechnet für 2019 mit Aufwendungen von circa 60.000 Euro für Prävention und Ausgleichszahlungen für gerissene Tiere.
In Schleswig-Holstein kündigte Landwirtschaftsminister Jan Philipp Albrecht (Grüne) an, dass sein Ministerium Betrieben mit mindestens 500 Schafen dauerhafte Schutzzäune finanzieren werde. In den Kreisen Dithmarschen, Pinneberg, Steinburg und Segeberg müssen Schafhalter die Tiere künftig durch 1,20 Meter hohe Elektrozäune schützen.
In Baden-Württemberg können im Schwarzwald über die FVA kurzfristig Notfallzaunssets angefordert werden. Bis Ende August 2020 erhielten 230 Weidetierhalter fast 700.000 Euro für Herdenschutzmaßnahmen. Dennoch mussten rund 11.000 Euro Entschädigungen für getötete Tiere gezahlt werden.
In einem Beschluss zur Finanzierung von Prävention und Entschädigung bitten die Umweltminister und Senatoren der Länder den Bund um Bereitstellung von zusätzlichen finanziellen Mitteln, mit denen eine Beteiligung des Bundes an den Kosten für Maßnahmen der Schadensprävention beim Wolf abgesichert werden kann.
In Nordrhein-Westfalen musste ein Landwirt die Überreste eines gerissenen Kalbs entsorgen, ohne dass ein Rissgutachter eine DNA-Probe für den Nachweis des Wolfs genommen hatte. Infolge unzureichender Einsatzbereitschaft der zuständigen Stellen wurde er um die Entschädigung betrogen. Er erhebt Vorwürfe gegen die Behörden und weist auf das Leid der Weidetiere und bevorstehende Veränderungen in der Tierhaltung hin.

### Schweiz
Bei nachgewiesenen Großraubtierrissen an Nutztieren erhalten die Tierhalter vom Bund eine finanzielle Entschädigung. Wenn an vom Wolf gerissenen Weidetieren der Fuchs als Nachnutzer frisst, kann es vorkommen, dass in den Speichelabstrichen nur die DNA des Fuchses gefunden wird. Die Herdenschutzmaßnahmen werden nur zur Hälfte vergütet und schmälern das ohnehin geringe Einkommen der Bergbauern. In der Schweiz gab es im Jahr 2018 bei einem Bestand von etwa 50 Wölfen und rund 200 Herdenschutzhunden im Alpenbogen rund 500 Wolfsrisse. Infolge der Beunruhigung durch die Wölfe werden die Kühe, besonders die Mutterkühe aggressiver gegenüber Menschen.

### Frankreich

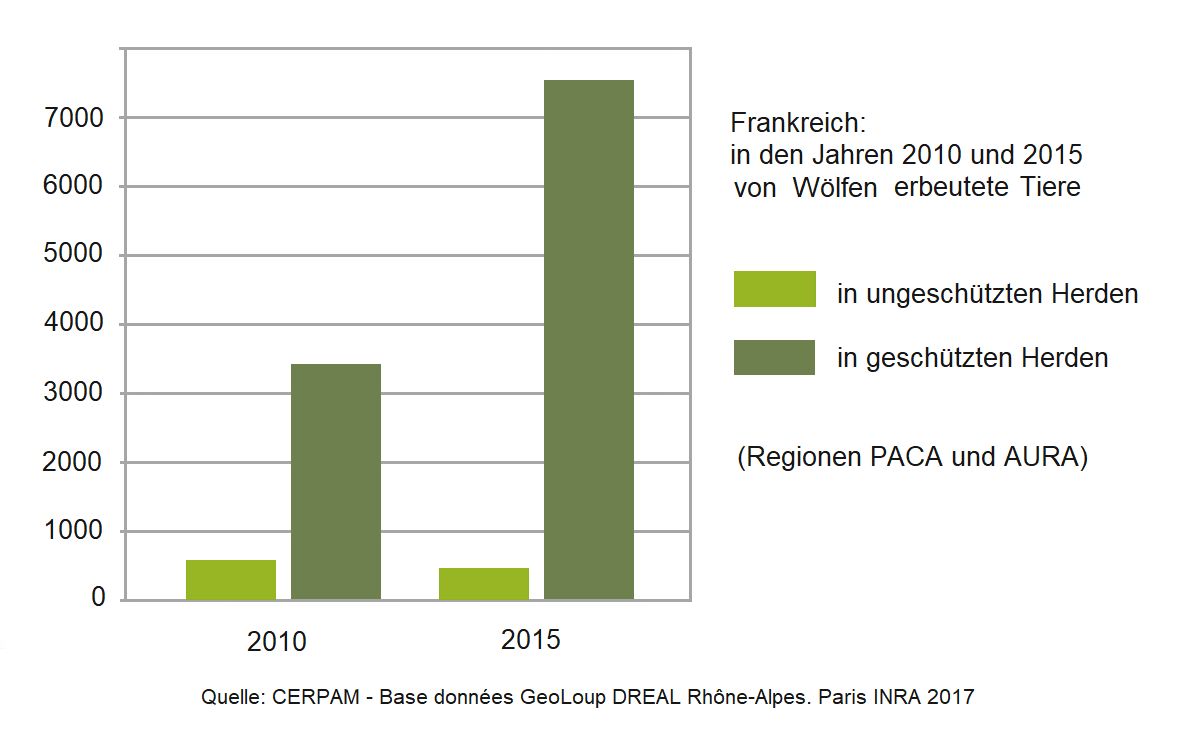
Frankreich: Anstieg der Wolfsangriffe auf geschützte Herden

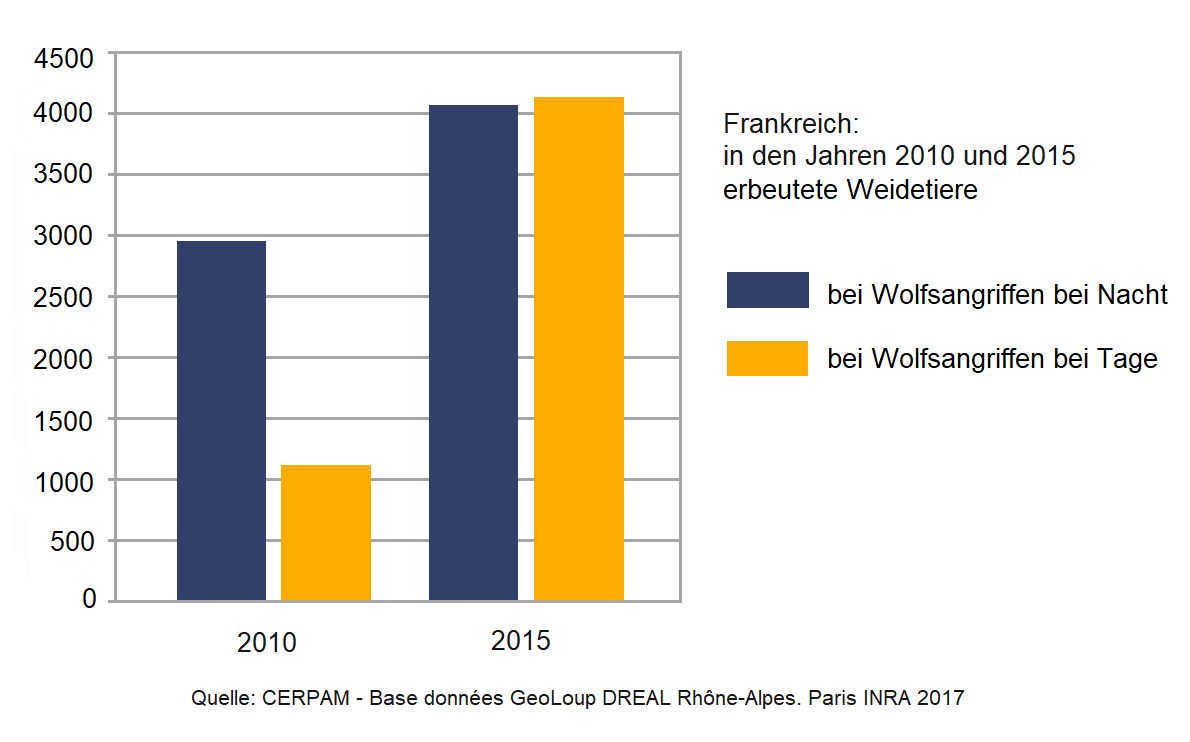
Veränderung bei den Zeiten von Wolfsangriffen auf Weidetiere mit zunehmender Gewöhnung der Wölfe an die Nähe des Menschen

Gegenüber geschützten Herden und in Bezug auf die Tageszeiten kam es bei den Wölfen im Südosten Frankreichs zu Verhaltensänderungen.
Die Zahl der in ungeschützten Herden erbeuteten Tiere ist im Zeitraum 2010 bis 2015 gesunken, weil immer mehr Herden geschützt wurden, doch die Zahl der in geschützten Herden gerissenen Tiere ist stark gestiegen. Im Jahr 2018 gab es im französischen Alpenbogen bei einem Bestand von etwa 500 Wölfen und mehreren Tausend Herdenschutzhunden im Einsatz rund 12500 Wolfsrisse. Trotz neuer Maßgaben für den Herdenschutz wurden im Jahr 2019 in der Region Auvergne-Rhône-Alpes 3838 Wolfssichtungen verzeichnet und für bislang 12491 nachgewiesene Wolfsrisse wurden Entschädigungen gezahlt. In dem Zeitraum veränderte sich das Verhalten der Wölfe dahingehend, dass mit zunehmender Gewöhnung der Anteil an Wolfsangriffen bei Tage zunahm und sie lernten, die Herdenschutzmaßnahmen zu überwinden.

## Surplus Killing
Wölfe, die in eine eingezäunte Weide eingedrungen sind, töten häufig mehr Tiere, als sie fressen können. Ursache für dieses Verhalten ist die wiederholte Auslösung des Beutereflexes durch die Anwesenheit von sich bewegenden Tieren, die anders als in freier Wildbahn nicht fliehen können. Auch bei Tieren, die wegen ihrer Langsamkeit fluchtunfähig sind, kann es zum Surplus Killing kommen. Das Verhalten gibt es auch bei anderen Raubtieren.